# Bunuri mobile din domeniul etnografie clasate în patrimoniul cultural național al României aflate în județul Caraș-Severin
Acestă listă conține bunurile mobile din domeniul etnografie clasate în Patrimoniul cultural național al României aflate la momentul clasării în județul Caraș-Severin.

## Tezaur
| Foto | Informații generale   | Detalii tehnice                                                                                             | Descriere | Deținător                       | Legături |
| ---- | --------------------- | --- | --- | ------------------------------- | -------- |
|      | Cojoc femeiesc        | Descoperit: jud. CARAȘ-SEVERIN, MOLDOVA NOUĂ Material: piele de oaie; ață colorată; croit; cusut; aplicații | Decor aplicat din piele policromă pe anumite părți ale piesei. Elemente floral-solare și acvatice (linii ondulate verticale). La baza piesei sunt dispuși simetric doi pomi ai vieții. Tratare naturist-barocă. | Muzeul Banatului Montan, Reșița | Cimec    |
|      | Chițele               | Descoperit: jud. CARAȘ-SEVERIN, ORAVIȚA Material: lână; fir metalic; vopsit; țesut; cusut; brodat           | Decor geometric amplasat pe tăblia piesei. Principalul element decorativ este rombul, dispus în trei benzi orizontale (romb în romb). Ele sunt realizate prin brodare cu fir metalizat argintiu sau cu ață colorată. Cele din banda centrală sunt pe fond negru, cu laturi parțial realizate din linii meandrate, iar cele din celelalte benzi pe fond roșu. Franjuri policromi: negru, rosu, verde. | Muzeul Banatului Montan, Reșița | Cimec    |
|      | Ceapță                | Descoperit: jud. CARAȘ-SEVERIN, REȘIȚA Material: pânză; bănuți; fir metalic; croit; brodat; aplicații       | Acoperământ de cap de formă paralelipipedică. Placat cu monede datate 1924 și cu mici forme metalice turnate în formă de struguri, acoperit în întregime. Decorată cu fir metalizat argintiu. La legătura pentru bărbie sunt elemente florale dispuse pe toată suprafața. | Muzeul Banatului Montan, Reșița | Cimec    |
|      | Corn de praf de pușcă | Descoperit: jud. CARAȘ-SEVERIN, com. DALBOȘEȚ, ȘOPOTU VECHI Material: corn de cerb; șlefuit; pirogravat     | În centrul piesei este figurat elementul solar sub formă de ciutură cu o floare în interior. Pe fiecare din ramurile cornului este figurat elementul acvatic sub care apare elementul compozițional hora, cu personaje feminine. | Muzeul Banatului Montan, Reșița | Cimec    |

## Fond
| Foto | Informații generale         | Detalii tehnice | Descriere | Deținător                       | Legături |
| ---- | --------------------------- | --- | --- | ------------------------------- | -------- |
|      | Ciupag                      | Descoperit: jud. CARAȘ-SEVERIN, com. CĂRBUNARI, CĂRBUNARI Material: lână; in; dantelă; țesut în 2 ițe; croit; cusut; brodat peste fire; vopsit; aplicații | Decor realizat în broderie și dispus pe piept, pe spate și pe partea exterioară a mânecilor. Pe piept: trei registre verticale, fiecare cu două benzi distincte din punct de vedere decorativ (una cu cruci în X și cealaltă cu trandafiri geometrizați). Pe spate: două plăci verticale late cu brodate, cu cruci în X și rozete florale în interior. Pe mâneci: placă compactă pe toată suprafața exterioară formată din șiruri de pătrățele cu puncte roșii și câte un trandafir geometrizat în colțul stânga jos (alternativ). Cu aplicații din dantelă croșetată la partea superioară a piesei și la gât.                                                                         | Muzeul Banatului Montan, Reșița | Cimec    |
|      | Brăciră                     | Descoperit: jud. CARAȘ-SEVERIN, com. CĂRBUNARI, CĂRBUNARI Material: lână; țesut în 4 ițe; brodat; vopsit                                                  | Decor amplasat pe toată suprafața. Ordonat în registre orizontale cu trei benzi paralele, dintre care cele din margini sunt identice ca decor - elemente geometrice (linii drepte policrome, punctate în alb și roșu). Banda centrală este similară ca decor, dar cu nuanțe diferite: verde, albastru închis și galben. Liniile verzi verticale, întretăiate de cele galbene, alcătuiesc mici cruci. | Muzeul Banatului Montan, Reșița | Cimec    |
|      | Poale femeiești             | Descoperit: jud. CARAȘ-SEVERIN, com. CĂRBUNARI, CĂRBUNARI Material: lână; in; dantelă; țesut în 2 ițe; croit; cusut; broderie pe plin; vopsit; aplicații  | Decor amplasat la pliurile piesei. Realizat prin broderie pe plin. Constă din benzi verticale (pe cusături) și orizontale (la baza piesei), ce conțin elemente florale stilizate brodate cu ață neagră pe fond roșu. La bază, linia cu aceste elemente florale este însoțită de o bandă cu cruci în X și semispirale (fond roșu). Pe alocuri vopseaua este ieșită din firele colorate, acoperind porțiuni relativ mari din țesătura albă. Coloanele verticale cu elemente florale sunt flancate de o bandă cu broderie perforată (linii oblice și mici romburi). Dantela, lucrată manual, este aplicată la baza piesei, având ca decor mici elemente florale geometrizate.             | Muzeul Banatului Montan, Reșița | Cimec    |
|      | Catrință                    | Descoperit: jud. CARAȘ-SEVERIN, com. CĂRBUNARI, CĂRBUNARI Material: lână; ață; țesut în 2 ițe; croit; cusut; brodat; vopsit                               | Decor amplasat pe toată suprafața. Mici casete bicrome alb-roșii acoperă tot obiectul și acestea fiind de fapt elemente florale geometrizate. La bază, într-o bandă orizontală sunt dispuse cruci drepte și entrelacul. | Muzeul Banatului Montan, Reșița | Cimec    |
|      | Peșchir                     | Descoperit: jud. CARAȘ-SEVERIN, com. BERZOVIA, BERZOVIA Material: in; țesut în 2 ițe; croit; cusut; brodat                                                | Decor amplasat simetric la extremități. Aranjat în benzi paralele orizontale, demarcate prin linii drepte policrome. Trei registre: unul central cu aranjamente florale cu torsadă și altele două cu elemente florale liber desenate în acant. Decorul și aranjamentele sunt identice la cele două extremități. Franjuri albe pe laturile înguste. | Muzeul Banatului Montan, Reșița | Cimec    |
|      | Laiber                      | Descoperit: jud. CARAȘ-SEVERIN, com. GORUIA, GORUIA Material: lână; catifea; arnici; dat la piuă; vopsit; croit; cusut; aplicații                         | Decor aplicat din arnici maro. Amplasat pe partea din față, de-a lungul marginilor piesei, cu elementul pomul vieții dispus orizontal și tratat în manieră barocă. Banda pe care este dipus acest element conține un șir de S-uri verticale (dubla spirală schematizată), înconjurate de simboluri meandrate. Pe guler și la buzunare alicații de catifea neagră. Pe spate se regăsește pomul vieții în oglindă (sus-jos). Fond general albastru. | Muzeul Banatului Montan, Reșița | Cimec    |
|      | Cămașă bărbătească cu poale | Descoperit: jud. CARAȘ-SEVERIN, com. GORUIA, GORUIA Material: in; ață de mătase; țesut; croit; cusut; brodat                                              | Decor realizat în broderie cu ață de mătase și amplasat pe guler, piept și la poale. Pe piept este ordonat în 3 registre paralele verticale cu elemente florale (trandafiri) legate acant și tratate geometrizant. La poale, elementul spiralic dublat în oglindă (în pereche) alternează cu cel floral (trandafiri). | Muzeul Banatului Montan, Reșița | Cimec    |
|      | Brâu                        | Descoperit: jud. CARAȘ-SEVERIN, com. GORUIA, GORUIA Material: lână; vopsit; țesut; brodat                                                                 | Brâu tricolor cu elemente florale geometrizate legate în acant pe banda galbenă. | Muzeul Banatului Montan, Reșița | Cimec    |
|      | Ciupag                      | Descoperit: jud. CARAȘ-SEVERIN, REȘIȚA Material: in; țesut; cusut; croit; brodat peste fire                                                               | Decor floral și geometric dispus pe piept, partea exterioară a mânecilor și la pumnare. Pe piept decorul este organizat în două benzi verticale cu elemente florale tratată geometrizat, în alternanță cu romburi (totul cu negru, dar cu mici punctări cromatice în interiorul elementelor florale). Pe mâneci decorul este aranjat în câte o placă verticală mare, fiind ordonat în trei registre verticale cu elemente florale geometrizate, cu negru, cu aceeași punctare internă policromă. | Muzeul Banatului Montan, Reșița | Cimec    |
|      | Brâu                        | Descoperit: jud. CARAȘ-SEVERIN, REȘIȚA Material: lână; țesut; vopsit                                                                                      | Fond albastru. Decor liniar vertical policrom, dispus spațiat. | Muzeul Banatului Montan, Reșița | Cimec    |
|      | Poale femeiești             | Descoperit: jud. CARAȘ-SEVERIN, REȘIȚA Material: pânză; dantelă; țesut; croit; cusut; dantelă; aplicații                                                  | Decor amplasat la bază. Într-o bandă subțire de broderie perforată se găsește o succesiune de romburi mici. Cu o fâșie îngustă de dantelă aplicată pe tiv. | Muzeul Banatului Montan, Reșița | Cimec    |
|      | Catrință                    | Descoperit: jud. CARAȘ-SEVERIN, REȘIȚA Material: bumbac; mătase; țesut; vopsit; brodat                                                                    | Decor vegetal aranjat în două registre verticale, separate de două linii punctate. Brodat cu ață de mătase albastră. Fond negru. Elemente florale geometrizate legate în acant. | Muzeul Banatului Montan, Reșița | Cimec    |
|      | Batic                       | Descoperit: jud. CARAȘ-SEVERIN, REȘIȚA Material: bumbac mercerizat; țesut; imprimat; vopsit                                                               | Proveniență comercială. Fond roșu. Careu din două benzi albastre paralele. Elemente florale (trandafiri) imprimate. | Muzeul Banatului Montan, Reșița | Cimec    |
|      | Ciupag                      | Descoperit: jud. CARAȘ-SEVERIN, REȘIȚA Material: in; ață colorată; țesut; croit; cusut; brodat                                                            | Decor floral naturalist amplasat la deschiderea pieptului și pe mâneci. Pe mâneci deversele elemente florale sunt legate în acant. Pe piept, câte două flori sunt încolonate pe verticală, fiind flancate spre deschiderea pieptului de volute albastre. | Muzeul Banatului Montan, Reșița | Cimec    |
|      | Poale femeiești             | Descoperit: jud. CARAȘ-SEVERIN, REȘIȚA Material: pânză; ață colorată; dantelă; țesut;croit; cusut; brodat; aplicații                                      | Decor floral și geometric amplasat la baza piesei. În unghiurile unei linii în zig-zag se găsesc figurate glastre cu lori albastre și roz alternativ. Tratare naturalistă. Cu dantelă lucrată manual aplicată la tiv. | Muzeul Banatului Montan, Reșița | Cimec    |
|      | Chițele                     | Descoperit: jud. CARAȘ-SEVERIN, REȘIȚA Material: lână; catifea; fir metalizat auriu; țesut; cusut; brodat; aplicații                                      | Franjuri policrome din lână. Pe tabla superioară benzi compacte din fir metalizat argintiu cu romburi încadrează alte două benzi cu fond negru (catifea) cu elemente florale tratate geometrizat, realizate din broderie în relief din fir metalizat auriu. | Muzeul Banatului Montan, Reșița | Cimec    |
|      | Șubă                        | Descoperit: jud. CARAȘ-SEVERIN, com. VĂLIUG, VĂLIUG Material: lână; arnici; dat la piuă; croit; cusut; aplicații                                          | Decor din aplicații de culoare neagră și amplasat de-a lungul tivului, în jurul deschiderii gâtului, în zona pieptului și la partea inferioară a mânecilor. Elemente florale tratate în manieră barocă. Pe spate, în partea de jos, sunt dispuși trei pomi ai vieții, tratați în aceeași manieră. | Muzeul Banatului Montan, Reșița | Cimec    |
|      | Suman                       | Descoperit: jud. CARAȘ-SEVERIN, MOLDOVA NOUĂ Material: lână; piele; dat la piuă; țesut; croit; cusut; aplicații                                           | Decor amplasat pe anumite părți ale piesei. Realizat din aplicații de piele colorată și din broderie de ață de lână colorată. Decor solar și acvatic sugerate de rondele policromatice și zig-zaguri verzi pe fond roșu. Colonete verticale bicrome (alb, roșu) în zona pieptului sugerând dualitatea. | Muzeul Banatului Montan, Reșița | Cimec    |
|      | Iancăr                      | Descoperit: jud. CARAȘ-SEVERIN, REȘIȚA Material: lână; vopsit; țesut; croit; cusut; aplicații                                                             | Fond albastru. Cu aplicații de lână neagră la tiv, buzunare și mâneci (cu romburi în decupaj). | Muzeul Banatului Montan, Reșița | Cimec    |
|      | Opreg                       | Descoperit: jud. CARAȘ-SEVERIN, MOLDOVA NOUĂ Material: lână; paiete; țesut; cusut; brodat                                                                 | Fond negru cu linii orizontale argintiu-roșii. Margini cu elemente florale bicrome roșu închis/alb. La bază se regăsesc aceleași elemente florale, tot geometrizate sub care sunt dispuse elemente solare (roșii) și cruci în X albe. | Muzeul Banatului Montan, Reșița | Cimec    |
|      | Opreg                       | Descoperit: jud. CARAȘ-SEVERIN, MOLDOVA NOUĂ Material: lână; paiete; țesut; cusut; brodat                                                                 | Fond negru cu linii orizontale argintiu-roșii. Margini cu elemente florale bicrome roșu închis/alb. La bază se regăsesc aceleași elemente florale, tot geometrizate sub care sunt dispuse elemente solare (roșii) și cruci în X albe. | Muzeul Banatului Montan, Reșița | Cimec    |
|      | Opreg                       | Descoperit: jud. CARAȘ-SEVERIN, MOLDOVA NOUĂ Material: lână; ață policromă; paiete; țesut; cusut; brodat                                                  | Fond negru cu benzi late și subțiri alternante (cu fir argintiu și roșu). Margini brodate cu elemente florale bicrome (alb-roșu) geometrice. La bază aceleași elemente florale, cu aceleași nuanțe, dar mai mari, sub care se regăsesc o serie de elemente solare cu roșu în casete albe. | Muzeul Banatului Montan, Reșița | Cimec    |
|      | Opreg                       | Descoperit: jud. CARAȘ-SEVERIN, MOLDOVA NOUĂ Material: lână; fir metalizat; țesut; cusut; brodat                                                          | Decor amplasat pe toată suprafața. Ordonat în registre verticale albe și negre. Principalele elemente decorative sunt rombul (redat în linii punctate) și linia dreaptă (fâșii mai groase verticale) cu alb și negru. | Muzeul Banatului Montan, Reșița | Cimec    |
|      | Opreg                       | Descoperit: jud. CARAȘ-SEVERIN, MOLDOVA NOUĂ Material: lână; fir metalizat; țesut; cusut; brodat peste fire                                               | Marginile verticale sunt ornate cu pupi redați în manieră geometrizantă. La partea inferioară: două benzi decorative. Cea superioară conține flori redate geometrizant, cea inferioară având ca elemente decorative coloane ale cerului cu X-uri între ele, în alternanță cu mici romburi verzi. | Muzeul Banatului Montan, Reșița | Cimec    |
|      | Opreg                       | Descoperit: jud. CARAȘ-SEVERIN, MOLDOVA NOUĂ Material: lână; fir metalizat; țesut; cusut; brodat peste fire                                               | Suprafața piesei este ocupată cu linii negre și roșu-argintii. Marginile verticale sunt brodate cu rozete florale roșii și albe. La bază: pătrate mari pline roșii și albe, în alternanță, și elemente solare din cruci drepte. | Muzeul Banatului Montan, Reșița | Cimec    |
|      | Opreg                       | Descoperit: jud. CARAȘ-SEVERIN, MOLDOVA NOUĂ Material: lână; paiete; ață bicromă; țesut; cusut; brodat peste fire                                         | Suprafața piesei este ocupată cu linii negre și roșu-argintii. Marginile verticale sunt brodate cu pupi albi și roșii alternanți, redați geometrizant. Același element decorativ este în registrul superior de la bază, în cel inferior regăsindu-se simboluri solare din cercuri punctate cu roșu, în alternanță cu cruci în X de culoare verde. | Muzeul Banatului Montan, Reșița | Cimec    |
|      | Opreg                       | Descoperit: jud. CARAȘ-SEVERIN, MOLDOVA NOUĂ Material: lână; paiete; țesut; cusut; brodat peste fire; aplicații                                           | Suprafața piesei este ocupată cu linii negre și roșu-argintii. Marginile verticale sunt brodate cu pupi albi și bruni alternanți. La bază: trandafiri geometrizați sub care sunt dispuse elemente solare (cruci drepte cu brațe bifurcate, pe fond alb). Cu aplicații de paiete argintii. | Muzeul Banatului Montan, Reșița | Cimec    |
|      | Opreg                       | Descoperit: jud. CARAȘ-SEVERIN, MOLDOVA NOUĂ Material: lână; ață colorată; paiete; țesut; cusut; brodat peste fire                                        | Pe margini: pupi albi și roșii brodați. La bază: cruci în X verzi pe fond alb. | Muzeul Banatului Montan, Reșița | Cimec    |
|      | Opreg                       | Descoperit: jud. CARAȘ-SEVERIN, MOLDOVA NOUĂ Material: lână; ață colorată; țesut; cusut; brodat peste fire                                                | Brodat pe margini cu pupi albi și roșii. La bază cruci în X verzi alternează cu S-uri meandrice roșii pe fond alb. În centru sunt benzi din linii roșii orizontale pe fond negru. | Muzeul Banatului Montan, Reșița | Cimec    |
|      | Catrință                    | Descoperit: jud. CARAȘ-SEVERIN, MOLDOVA NOUĂ Material: lână; ață de mătase; vopsit; țesut; cusut; brodat peste fire                                       | Piesă vopsită cu negru. Decor amplasat în treimea inferioară, brodat cu ață de mătase. Două linii meandrate flanchează o friză mai lată ce conține o succesiune de romburi redate diferențiat (romb în romb, romburi cu raze). Se regăsețte si simbolismul zborului prin pasărea tratată geometrizant, de o parte și de alta a romburilor mai mici. | Muzeul Banatului Montan, Reșița | Cimec    |
|      | Opreg                       | Descoperit: jud. CARAȘ-SEVERIN, MOLDOVA NOUĂ Material: lână; paiete; țesut; cusut; brodat peste fire; aplicații                                           | Toată suprafața obiectului este umplută cu linii orizontale alcătuite din flori mici albe și roșii alternativ, iar la bază sunt dispuse mici simboluri solare cruciforme albe. | Muzeul Banatului Montan, Reșița | Cimec    |
|      | Opreg                       | Descoperit: jud. CARAȘ-SEVERIN, MOLDOVA NOUĂ Material: lână; fir metalic argintiu; paiete; țesut; cusut; brodat peste fire; aplicații                     | Fond negru cu benzi argintiu-roșii. Margini brodate cu elemente florale albe și roșii alternante (trandafiri) tratate geometrizant. La bază sunt trandafiri geometrizați (în pătrat) sub care S-uri roșii alternează cu cruci în X verzi. | Muzeul Banatului Montan, Reșița | Cimec    |
|      | Opreg                       | Descoperit: jud. CARAȘ-SEVERIN, MOLDOVA NOUĂ Material: lână; paiete; țesut în 2 ițe; cusut; brodat pe plin; aplicații                                     | Toată suprafața obiectului este umplută cu linii orizontale alcătuite din flori mici albe și roșii alternativ brodate pe plin, iar la bază sunt dispuse mici simboluri solare cruciforme albe. | Muzeul Banatului Montan, Reșița | Cimec    |
|      | Opreg                       | Descoperit: jud. CARAȘ-SEVERIN, MOLDOVA NOUĂ Material: lână; fir metalizat argintiu; țesut în 2 ițe; cusut; brodat pe plin                                | Fond negru cu benzi argintiu-roșii. Margini brodate cu flori geometrizate albe și roșii (pupi). La bază sunt dispuși trandafiri tratați geometrizant, sub care se găsește motivul coloana infinitului redată cu roșu-verde și alb alternativ. | Muzeul Banatului Montan, Reșița | Cimec    |
|      | Opreg                       | Descoperit: jud. CARAȘ-SEVERIN, MOLDOVA NOUĂ Material: lână; fir metalizat argintiu; paiete; țesut în 2 ițe; cusut; brodat pe plin; aplicații             | Fond negru cu linii auriu-roșii. Margini brodate cu elemente florale albe și roșii alternante (trandafiri). La bază, trandafiri mari geometrizați sub care sunt elemente solare roșii (romburi cu raze) și cruci în X albe. | Muzeul Banatului Montan, Reșița | Cimec    |
|      | Opreg                       | Descoperit: jud. CARAȘ-SEVERIN, MOLDOVA NOUĂ Material: lână; fir metalizat argintiu; paiete; țesut în 2 ițe; cusut; brodat pe plin; aplicații             | Fond negru cu linii roșu-argintii. Pe margini elemente florale alb-cărămizii și coloana infinitului în aceeași nuanță. | Muzeul Banatului Montan, Reșița | Cimec    |
|      | Opreg                       | Descoperit: jud. CARAȘ-SEVERIN, MOLDOVA NOUĂ Material: lână; fir metalizat argintiu; paiete; țesut în 2 ițe; cusut; brodat pe plin; aplicații             | Fond negru cu linii argintiu-roșii. Margini brodate cu elemente florale (trandafiri) albe și roșu-închis. La baza piesei, înșiruire de cruci în X albe. | Muzeul Banatului Montan, Reșița | Cimec    |
|      | Opreg                       | Descoperit: jud. CARAȘ-SEVERIN, MOLDOVA NOUĂ Material: lână; fir metalizat argintiu; țesut în 2 ițe; cusut; brodat pe plin                                | Fond negru cu linii groase și subțiri argintiu-roșii. Pe margini sunt brodate elemente florale (simbol solar) roșii și albe. La bază, flori albe și roșii geometrizate (trandafiri) sub care sunt amplasate cruci roșii drepte cu brațe bifurcate. | Muzeul Banatului Montan, Reșița | Cimec    |
|      | Opreg                       | Descoperit: jud. CARAȘ-SEVERIN, MOLDOVA NOUĂ Material: lână; fir metalizat argintiu; țesut în 2 ițe; cusut; brodat pe plin                                | Fond negru cu benzi mai late roșu-argintii. Margini brodate cu elemente florale geometrizate (bujori) albe și roșii, în alternanță. La bază, 2 registre orizontale, cel superior cu aceleași elemente florale, dar mai mari, sub care într-o bandă albă sunt înscrise alternant S-uri și cruci în X (labirint-soare). | Muzeul Banatului Montan, Reșița | Cimec    |
|      | Opreg                       | Descoperit: jud. CARAȘ-SEVERIN, MOLDOVA NOUĂ Material: lână; fir metalizat argintiu; paiete; țesut în 2 ițe; cusut; brodat pe plin; aplicații             | Fond negru cu linii orizontale argintiu-roșii. Margini brodate cu flori geometrizate alb-roșii. La bază, același element floral, redat asemănător, dar de dimensiuni mai mari, sub care, în paralelograme roșii, sunt înscrise simboluri solare (colonete flancate sus-jos de semicercuri). | Muzeul Banatului Montan, Reșița | Cimec    |
|      | Opreg                       | Descoperit: jud. CARAȘ-SEVERIN, MOLDOVA NOUĂ Material: lână; fir metalizat argintiu; paiete; țesut în 2 ițe; cusut; brodat pe plin; aplicații             | Pe fondul general negru se regăsesc linii orizontale paralele din fir argintiu și roșu. Marginile verticale sunt brodate cu elemente florale geometrizate albe și brune, în alternanță. La bază, elemente florale geometrizate mai mari și sub acestea cruci drepte cu brațe bifurcate. | Muzeul Banatului Montan, Reșița | Cimec    |
|      | Opreg                       | Descoperit: jud. CARAȘ-SEVERIN, MOLDOVA NOUĂ Material: lână; fir metalizat argintiu; paiete; țesut în 2 ițe; cusut; brodat pe plin; aplicații             | Decor amplasat pe toată suprafața. Linii orizontale cu elemente florale geometrizate albe și roșii. La bază sunt cruci roșii drepte cu brațe bifurcate și X-uri albe. Cu paiete în centrul fiecărui element floral. | Muzeul Banatului Montan, Reșița | Cimec    |
|      | Șorț                        | Descoperit: jud. CARAȘ-SEVERIN, MOLDOVA NOUĂ Material: stofă; ață de mătase; croit; cusut; brodat                                                         | Fond albastru închis. Decor floral brodat cu mătase, tratat naturalist. Elementele florale sunt legate și înconjoară marginile obiectului, a cărui bază este în semicerc. Tivit cu dantelă lucrată manual, având ca element triunghiul. Între bordul obiectului și decorul floral (în tonuri brune, albe și galbene) se regăsește linia ondulată, urmată de elipsoide albe și brune. | Muzeul Banatului Montan, Reșița | Cimec    |
|      | Bonetă                      | Descoperit: jud. CARAȘ-SEVERIN, MOLDOVA NOUĂ Material: catifea; ață de mătase; fir metalizat argintiu; croit; cusut; brodat; aplicații                    | Decor floral (bujori) tratat naturalist și amplasat pe partea din spate, pe creștet și pe bretele. Brodat cu ață albă. Cu franjuri din fir metalizat argintiu pe margini. | Muzeul Banatului Montan, Reșița | Cimec    |
|      | Bonetă                      | Descoperit: jud. CARAȘ-SEVERIN, MOLDOVA NOUĂ Material: pânză; ață de mătase; croit; cusut; brodat                                                         | Decor floral (zambile) tratat naturalist și amplasat pe partea din spate, pe creștet și pe bretele. Realizat în broderie cu ață roz. Cu dantelă pe bordură. | Muzeul Banatului Montan, Reșița | Cimec    |
|      | Bonetă                      | Descoperit: jud. CARAȘ-SEVERIN, MOLDOVA NOUĂ Material: catifea; ață de mătase; croit; cusut; brodat; aplicații                                            | Decor floral (maci) tratat naturalist, amplasat pe partea din spate și pe creștet. Bordură cu o linie din X-uri. Decor floral simplu (patru floricele) pe bretele. Culoare vișinie. Decor brodat cu ață lucioasă roz. | Muzeul Banatului Montan, Reșița | Cimec    |
|      | Bonetă                      | Descoperit: jud. CARAȘ-SEVERIN, MOLDOVA NOUĂ Material: mătase; ață de mătase; dantelă; croit; cusut; brodat; aplicații                                    | Decor floral (bujori) tratat naturalist, amplasat pe partea din spate și pe creștet. Realizat din broderie cu fir lucios de culoare roz. Cu două bretele. | Muzeul Banatului Montan, Reșița | Cimec    |
|      | Cămașă femeiască fără poale | Descoperit: jud. CARAȘ-SEVERIN, com. CARAȘOVA, CARAȘOVA Material: pânză; dantelă; croit; cusut; aplicații                                                 | Decor din aplicații pe piept: două linii semicirculare din mici romburi brodate. La guler este o broderie înflorată (gura leului) și la mâneci broderie perforată lată, având ca principal element decorativ triunghiul. | Muzeul Banatului Montan, Reșița | Cimec    |
|      | Ciupag                      | Descoperit: jud. CARAȘ-SEVERIN, com. CARAȘOVA, CARAȘOVA Material: in; dantelă; croit; cusut; brodat; aplicații                                            | Decor liniar vertical dispus în benzi late, după cum urmează: două pe piept și câte una pe exteriorul mânecilor. | Muzeul Banatului Montan, Reșița | Cimec    |
|      | Ciupag                      | Descoperit: jud. CARAȘ-SEVERIN, com. CARAȘOVA, CARAȘOVA Material: pânză; croit; cusut; țesut; broderie perforată                                          | Decor din broderie perforată dispus pe piept. Patru benzi verticale diferențiate simbolic. Cele laterale conțin elemente solare figurate ca o cruce în X, iar pe cele două benzi centrale este brodată crucea dreaptă ortodoxă. | Muzeul Banatului Montan, Reșița | Cimec    |
|      | Ciupag                      | Descoperit: jud. CARAȘ-SEVERIN, com. CARAȘOVA, CARAȘOVA Material: in; croit; cusut; țesut; brodat                                                         | Decor din broderie perforată dispus în două plăci verticale pe piept, având ca principale elemente decorative crucea în X și rombul (romburi dispuse între brațele crucilor). Dantelă lucrată manual la mâneci. | Muzeul Banatului Montan, Reșița | Cimec    |
|      | Ciupag                      | Descoperit: jud. CARAȘ-SEVERIN, com. CARAȘOVA, CARAȘOVA Material: in; croit; cusut; țesut în 2 ițe; broderie perforată                                    | Decor din broderie perforată executată manual, amplasat pe piept. Două casete verticale cu elemente florale (laleaua) tratate naturalist. La gât și la mâneci are dantelă executată manual cu romburi. | Muzeul Banatului Montan, Reșița | Cimec    |
|      | Catrință                    | Descoperit: jud. CARAȘ-SEVERIN, MOLDOVA NOUĂ Material: lână; țesut în 2 ițe; vopsit                                                                       | Decor amplasat pe toată suprafața. Fond general oranj. Ordonat în registre cu conținut ornamental variat: linii din puncte verzi, elemente florale în broderie în tratare naturalistă, romburi având înscrise elemente solare. Cu franjuri albastre pe margini. | Muzeul Banatului Montan, Reșița | Cimec    |
|      | Catrință                    | Descoperit: jud. CARAȘ-SEVERIN, MOLDOVA NOUĂ Material: lână; paiete; țesut în 2 ițe; aplicații                                                            | Decor amplasat pe toată suprafața, ordonat în registre orizontale paralele. În jumătatea superioară trei benzi cu elemente florale geometrizate sunt separate de trei benzi roșii. În jumătatea inferioară se găsesc două benzi conținând crucea Sf. Ioan, care încadrează o bandă mai lată cu elemente florale tratate naturalist. | Muzeul Banatului Montan, Reșița | Cimec    |
|      | Ștergar                     | Descoperit: jud. CARAȘ-SEVERIN, MOLDOVA NOUĂ Material: in; lână; țesut în 2 ițe; cusut; vopsit                                                            | Decor amplasat simetric la extremități. Ordonat în trei registre paralele, liniar-orizontale, cu fond general roșu. Registrele marginale (inferior și superior) sunt mai subțiri și au înscrisă pe fond negru o linie punctată cu roșu. Linia centrală, în fapt o bandă mai lată, are drept element decorativ motivul astral soarele, tratat geometrizant. Trei sori, din care cei de la extremități sunt cu alb, iar cel central este negru. Marginile benzii centrale sunt marcate cu elemente piramidale, în tonuri alternante de roșu și negru. | Muzeul Banatului Montan, Reșița | Cimec    |
|      | Ștergar                     | Descoperit: jud. CARAȘ-SEVERIN, MOLDOVA NOUĂ Material: pânză; dantelă; ață colorată; țesut; brodat                                                        | Broderia lucrată manual este amplasată la capetele obiectului, în bandă mai lată cu marginea inferioară în unghiuri. Decor geometrizant dispus în unghiurile broderiei, având ca element geometric rombul cu elemente florale geometrizate în broderie pe plin ca simboluri solare (elementul floral central este predominant roșu, celelalte două fiind negre). Pe obiect decorul este dispus simetric la extremități, partea centrală fiind fără decor. Ordonat în trei registre orizontale legate. Cele de la margini au în interior ca element geometric pătratul (construit din mici pătrățele), iar cel de la mijloc romburi legate la colțurile mediane. Nuanțe de roșu și gri. | Muzeul Banatului Montan, Reșița | Cimec    |
|      | Poale femeiești             | Descoperit: jud. CARAȘ-SEVERIN, MOLDOVA NOUĂ Material: in; țesut; brodat                                                                                  | Decor policrom brodat, amplasat pe tivuri și la poale. Constă din linii alcătuite din rondele umplute, având ca element decorativ crucea în X pe fond roșu și albastru, alternativ. Vopsea ieșită la spălare. | Muzeul Banatului Montan, Reșița | Cimec    |
|      | Poale femeiești             | Descoperit: jud. CARAȘ-SEVERIN, MOLDOVA NOUĂ Material: in; țesut în 2 ițe; brodat                                                                         | Decor geometric, amplasat pe liniile tivului și la poale. Elemente geometrice: pătratul, linia dreaptă. Realizat în broderie cu ață roșie. Pete mari datorate ieșirii colorantului la spălare. | Muzeul Banatului Montan, Reșița | Cimec    |
|      | Ciupag                      | Descoperit: jud. CARAȘ-SEVERIN, com. CĂRBUNARI, CĂRBUNARI Material: in; dantelă; croit; cusut; brodat; aplicații                                          | Decor amplasat pe piept, spate și mâneci. Brodat cu ață roșie. Pe piept este ordonat în două benzi verticale, mai late, realizate din linii orizontale cu elemente florale tratate geometrizant. Decor identic pe mâneci, unde banda verticală este dispusă pe exterior, pe toată lungimea. La pumnare se regăsesc linii roșii subțiri, orizontale și dantelărie manuală aplicată. | Muzeul Banatului Montan, Reșița | Cimec    |
|      | Față de pernă               | Descoperit: jud. CARAȘ-SEVERIN, MOLDOVA NOUĂ Material: pânză; dantelă; ață colorată; țesut; brodat; aplicații                                             | Decor floral amplasat la colțuri. Tratare geometrizantă. Obiectul este ornat pe margini cu broderie perforată lucrată manual și dispune de un chenar brodat dintr-o linie policromă (fragmente de laturi roșu-alb, albastru-alb, galben-alb). | Muzeul Banatului Montan, Reșița | Cimec    |
|      | Brâu                        | Descoperit: jud. CARAȘ-SEVERIN, MOLDOVA NOUĂ Material: lână; mărgele; țesut; vopsit                                                                       | Fond brun-cărămiziu. Decor amplasat pe toată suprafața constând din trei linii paralele, orizontale, diferențiate cromatic: cele marginale sunt alb-albastre, având ca motiv ornamental principal rombul, iar cea centrală este verde-oranj cu același element ornamental. | Muzeul Banatului Montan, Reșița | Cimec    |
|      | Opreg                       | Descoperit: jud. CARAȘ-SEVERIN, MOLDOVA NOUĂ Material: lână; paiete; țesut; cusut; brodat                                                                 | Decor amplasat pe toată suprafața. Marginile sunt bordate de o bandă bicromă (alb, roșu) cu elemente geometrice: pătrate roșii și verzi cu paiete, având în centru elementul solar redat geometrizat. La partea inferioară sunt dispuse două registre ornamentale. Cel superior constă dintr-o succesiune de pătrate mari roșii și albe, în linie orizontală, cu romburi. Registrul inferior are drept element decorativ pomul vieții. | Muzeul Banatului Montan, Reșița | Cimec    |
|      | Opreg                       | Descoperit: jud. CARAȘ-SEVERIN, MOLDOVA NOUĂ Material: lână; paiete; țesut; cusut; brodat; aplicații                                                      | Decor amplasat pe toată suprafața. Centrul obiectului este ocupat de linii orizontale brune și negre cu fir auriu. Marginile sunt bordate de o succesiune de elemente florale (pupi) bicrome, redate geometrizant. În partea de jos, două registre ornamentale orizontale: cel superior cu pupi mari (ca pe marginile verticale), iar în cel inferior se regăsește elementul solar redat prin cruci în X întretăiate. | Muzeul Banatului Montan, Reșița | Cimec    |
|      | Opreg                       | Descoperit: jud. CARAȘ-SEVERIN, MOLDOVA NOUĂ Material: lână; țesut; cusut; brodat                                                                         | Decor amplasat pe toată suprafața (linii alb-roșii în benzi paralele). Brodat pe margini cu elemente florale albe și roșii alternante. La bază se regăsește elementul Ʃ. | Muzeul Banatului Montan, Reșița | Cimec    |
|      | Opreg                       | Descoperit: jud. CARAȘ-SEVERIN, MOLDOVA NOUĂ Material: lână; paiete; țesut; cusut; brodat; aplicații                                                      | Pe margini: pupi albi și roșii brodați. Tratare geometrizantă. La bază cruci în X verzi pe fond alb. | Muzeul Banatului Montan, Reșița | Cimec    |
|      | Opreg                       | Descoperit: jud. CARAȘ-SEVERIN, MOLDOVA NOUĂ Material: lână; țesut; cusut; brodat                                                                         | Pe margini: pupi albi și roșii brodați, tratați geometrizant. La bază este figurat simbolul Ʃ, în alternanță cu coloana cerului. Centrul piesei este ocupat de benzi cu linii galbene pe fond negru. | Muzeul Banatului Montan, Reșița | Cimec    |
|      | Opreg                       | Descoperit: jud. CARAȘ-SEVERIN, MOLDOVA NOUĂ Material: lână; paiete; țesut; cusut; brodat; aplicații                                                      | Pe toată suprafața sunt benzi paralele cu liniuțe roșu-argintii. Pe margini sunt pupi albi și roșii, brodați cu fir de lână. La bază sunt pătrate pline albe și roșii și sub acestea epsilonul roșu, care alternează cu cruci drepte albe. | Muzeul Banatului Montan, Reșița | Cimec    |
|      | Opreg                       | Descoperit: jud. CARAȘ-SEVERIN, MOLDOVA NOUĂ Material: lână; țesut; cusut; brodat                                                                         | Brodat pe margini cu pupi albi și roșii. La bază cruci în X verzi alternează cu S-uri meandrice roșii pe fond alb. În centru sunt benzi din linii roșii orizontale pe fond negru. | Muzeul Banatului Montan, Reșița | Cimec    |
|      | Opreg                       | Descoperit: jud. CARAȘ-SEVERIN, MOLDOVA NOUĂ Material: lână; țesut; cusut; brodat                                                                         | Brodat pe margini cu pupi albi și maro. La bază pomi ai vieții (brad schematizat) roșu-bruni în casete paralelipipedice albe. În centru – benzi subțiri cu fire roșu-argintii pe fond negru. | Muzeul Banatului Montan, Reșița | Cimec    |
|      | Opreg                       | Descoperit: jud. CARAȘ-SEVERIN, MOLDOVA NOUĂ Material: lână; țesut; cusut; brodat                                                                         | Centrul este decorat (în țesătură) cu linii orizontale alternante albe și gri (cu fir argintiu și roșu inserat). Marginile verticale au elemente florale geometrizate (pupi) albe și roșii în alternanță. La partea inferioară sunt două benzi decorative, cea superioară cu elemente florale geometrizate (trandafiri), cea inferioară cu romburi albe legate în care este înscris câte un S orizontal. | Muzeul Banatului Montan, Reșița | Cimec    |
|      | Opreg                       | Descoperit: jud. CARAȘ-SEVERIN, MOLDOVA NOUĂ Material: lână; paiete; țesut; cusut; brodat                                                                 | Decor amplasat pe toată suprafața. Zona centrală este ocupată de linii alternative argintiu-roșii și negre din țesătură. Marginile verticale sunt ornate cu pătrățele albe și roșii cu elementul solar în centru. La marginea inferioară sunt două benzi decorative. Cea superioară cu pătrate mari albe și roșii, având drept motiv spirala. Banda inferioară dispune de o succesiune de cruci în X întretăiate. | Muzeul Banatului Montan, Reșița | Cimec    |
|      | Opreg                       | Descoperit: jud. CARAȘ-SEVERIN, MOLDOVA NOUĂ Material: lână; paiete; țesut; cusut; brodat                                                                 | Toată suprafața este ocupată de linii orizontale argintiu-roșii în țesătură. Marginile sunt brodate cu pupi alb-roșii. La partea inferioară, tot în broderie, sunt două registre orizontale. Cel superior este cu pupi mari alb-roșii geometrizați. Cel interior este cu o succesiune de colonete albe (coloana cerului) și elemente solare. | Muzeul Banatului Montan, Reșița | Cimec    |
|      | Opreg                       | Descoperit: jud. CARAȘ-SEVERIN, MOLDOVA NOUĂ Material: lână; paiete; țesut; cusut; brodat                                                                 | Decor amplasat pe toată suprafața. În zona centrală: linii orizontale alternante roșu-aurii și negre. Pe marginile verticale: succesiune de simboluri solare (cercuri concentrice) albe și roșii. Pe marginea inferioară: două registre decorative orizontale. Cel superior are elemente florale geometrizante albe și roșii, alternante. În cel inferior: element solar cu roșu înscris în romburi albe, marginile albe sugerează prin alipire X-ul solar. | Muzeul Banatului Montan, Reșița | Cimec    |
|      | Opreg                       | Descoperit: jud. CARAȘ-SEVERIN, MOLDOVA NOUĂ Material: lână; țesut; cusut; brodat                                                                         | Decor amplasat pe toată suprafața: linii orizontale, din țesătură, negre și galben aurii, în alternanță. Marginile verticale sunt ornate cu pupi redați în manieră geometrizantă. La partea inferioară: două benzi decorative. Cea superioară conține flori redate geometrizant, cea inferioară având ca elemente decorative coloane ale cerului cu X-uri între ele, în alternanță cu mici romburi verzi. | Muzeul Banatului Montan, Reșița | Cimec    |
|      | Opreg                       | Descoperit: jud. CARAȘ-SEVERIN, MOLDOVA NOUĂ Material: lână; țesut; cusut; brodat                                                                         | Centrul piesei este ocupat de o succesiune de linii orizontale argintii-roșii și negre, din țesătură. Marginile verticale sunt bordate cu pupi alb-roșii geometrizați. La partea inferioară: două benzi decorative. Cea superioară este cu trandafiri geometrizați, iar cea inferioară cu o succesiune de elemente solare redate cu roșu și alb (cerc alb flancat sus-jos cu semicercuri, în casete roșii paralelipipedice). | Muzeul Banatului Montan, Reșița | Cimec    |
|      | Opreg                       | Descoperit: jud. CARAȘ-SEVERIN, MOLDOVA NOUĂ Material: lână; paiete; țesut; cusut; brodat                                                                 | Toată suprafața este ocupată cu linii orizontale negre și roșu argintii alternante. Marginile verticale brodate cu pătrate albe și roșii alternante, având în centru simbolul solar redate prin două romburi concentrice. Sectorul inferior este ocupat de două benzi decorative cu romburi albe și roșii. | Muzeul Banatului Montan, Reșița | Cimec    |
|      | Opreg                       | Descoperit: jud. CARAȘ-SEVERIN, MOLDOVA NOUĂ Material: lână; paiete; țesut; cusut; brodat                                                                 | Toată suprafața este ocupată de linii orizontale negre și roșu-argintii, în alternanță. Marginile verticale sunt cu pătrate albe și roșii cu simbolul solar în interior. Secțiunea inferioară este ocupată de două registre decorative, cel superior având elemente florale (bujori) albe și roșii. Cel inferior conține elementul coarnele berbecului legate și dispuse vertical. | Muzeul Banatului Montan, Reșița | Cimec    |
|      | Opreg                       | Descoperit: jud. CARAȘ-SEVERIN, MOLDOVA NOUĂ Material: lână; paiete; țesut; cusut; brodat                                                                 | Toată suprafața este ocupată de linii orizontale negre și roșu-argintii, în alternanță. Marginile verticale sunt cu pătrate albe și roșii cu simbolul solar în interior. Secțiunea inferioară este ocupată de două registre decorative, cel superior având elemente florale (bujori) albe și roșii. Cel inferior conține elementul coarnele berbecului legate și dispuse vertical. | Muzeul Banatului Montan, Reșița | Cimec    |
|      | Opreg                       | Descoperit: jud. CARAȘ-SEVERIN, MOLDOVA NOUĂ Material: lână; paiete; țesut; cusut; brodat                                                                 | Suprafața piesei este ocupată cu linii orizontale negre și roșu-argintii, în alternanță. Marginile verticale sunt brodate cu pătrate albe și roșii alternante, ca simboluri solare. Același element decorativ este în registrul superior de la bază, sub care se găsesc cruci în X albe și roșii. | Muzeul Banatului Montan, Reșița | Cimec    |
|      | Opreg                       | Descoperit: jud. CARAȘ-SEVERIN, MOLDOVA NOUĂ Material: lână; țesut; cusut; brodat                                                                         | Suprafața obiectului este ocupată cu linii alternante orizontale negre și galben-roșii. Brodat la marginile verticale cu pupi alb-bruni. La bază, în două registre se găsesc trandafiri geometrizați și cruci în X cu alb, în alternanță cu romburi roșii. | Muzeul Banatului Montan, Reșița | Cimec    |
|      | Opreg                       | Descoperit: jud. CARAȘ-SEVERIN, MOLDOVA NOUĂ Material: lână; țesut; cusut; brodat                                                                         | Suprafața piesei este ocupată cu linii orizontale negre și roșu-argintii, în alternanță. Marginile verticale sunt brodate cu pupi albi și roșii alternanți, redați geometrizant. Același element decorativ este în registrul superior de la bază, în cel inferior regăsindu-se simboluri solare din cercuri punctate cu roșu, în alternanță cu cruci în X de culoare verde. | Muzeul Banatului Montan, Reșița | Cimec    |
|      | Catrință                    | Descoperit: jud. CARAȘ-SEVERIN, MOLDOVA NOUĂ Material: lână; țesut; cusut; brodat                                                                         | Piesă vopsită cu negru. Decor amplasat în treimea inferioară, brodat cu ață lucioasă neagră. Elemente geometrizante dispuse în trei orizontale cu fond alb. Cele exterioare conțin cruci în X și romburi, în alternanță. Registrul median conține un element floral geometrizat, flancat de două fragmente sugerând coloana infinitului. | Muzeul Banatului Montan, Reșița | Cimec    |
|      | Catrință                    | Descoperit: jud. CARAȘ-SEVERIN, MOLDOVA NOUĂ Material: lână; țesut; cusut; brodat                                                                         | Piesă vopsită cu negru. Decor amplasat în treimea inferioară, brodat cu ață de mătase. Două linii meandrate o friză mai lată ce conține o succesiune de romburi redate diferențiat (romb în romb, romburi cu raze). Unele dintre romburi sunt asociate cu simbolul avimorf al zborului (aripi de pasăre). | Muzeul Banatului Montan, Reșița | Cimec    |
|      | Brâu                        | Descoperit: jud. CARAȘ-SEVERIN, MOLDOVA NOUĂ Material: lână; țesut; vopsit                                                                                | Fond brun. Decorul prezintă trei elemente decorative dispuse alternativ pe partea mediană a piesei: rombul (roșu, verde, albastru), crucea dreaptă (Crucea Sf. Ioan) și un element floral solar (cu galben). Pe margini sunt dispuse în linie o serie de triunghiuri policrome. Franjuri policrome pe un sfert din lungime. | Muzeul Banatului Montan, Reșița | Cimec    |
|      | Brâu lat                    | Descoperit: jud. CARAȘ-SEVERIN, MOLDOVA NOUĂ Material: lână; țesut; vopsit                                                                                | Decor amplasat pe toată suprafața, constând din casete verticale cu elemente liniare punctiforme policrome (alb, roșu), având inserate și elemente geometrice (romburi, cruci în X). Casetele sunt separate de alte casete bleu închis. | Muzeul Banatului Montan, Reșița | Cimec    |
|      | Brâu cu brăciră             | Descoperit: jud. CARAȘ-SEVERIN, MOLDOVA NOUĂ Dimensiuni: Brăciră: L: 225 cm; La: 3 cm Material: lână; țesut; vopsit                                       | Brâul lat are un fond general albastru. Decorul constă din seturi de linii verticale policrome (alb, roșu), cu câte o linie de mici romburi, intercalată între liniile punctate. Brăcira are fond roșu. Decor liniar orizontal întins pe toată suprafața. Linii punctate policrome (galben-verde în centru și galben-alb în liniile marginale). | Muzeul Banatului Montan, Reșița | Cimec    |
|      | Brâu cu brăciră             | Descoperit: jud. CARAȘ-SEVERIN, MOLDOVA NOUĂ Material: lână; mărgele; țesut; vopsit; aplicații                                                            | Brâul este decorat cu seturi de linii verticale policrome, despărțite de fâșii negre, formate din puncte de diverse nuanțe (verde și albastru în principal). Brăcira este decorată cu linii orizontale subțiri negre, roșii și verzi. Este decorată pe margini cu mărgeluțe albe. La capăt sunt atașate o serie de biluțe de ață, ornate în cruce cu mărgeluțe. | Muzeul Banatului Montan, Reșița | Cimec    |
|      | Brâu cu brăciră             | Descoperit: jud. CARAȘ-SEVERIN, MOLDOVA NOUĂ Material: lână; țesut; vopsit                                                                                | Brâul este acoperit cu benzi verticale policrome (roșu, verde, brun, galben). Brăcira este decorată cu linii orizontale punctiforme pătrate și dreptunghiulare (nuanțe de albastru, brun, roz). Benzile verticale mai late sunt umplute cu șiruri de romburi ce compun mici coloane ale infinitului. | Muzeul Banatului Montan, Reșița | Cimec    |
|      | Brâu                        | Descoperit: jud. CARAȘ-SEVERIN, MOLDOVA NOUĂ Material: lână; țesut; vopsit                                                                                | Decor liniar policrom orizontal, dispus pe toată suprafața, în tonuri de alb, albastru, oranj, brun. Cu franjuri de aceleași culori pe o treime din lungime. | Muzeul Banatului Montan, Reșița | Cimec    |
|      | Brâu                        | Descoperit: jud. CARAȘ-SEVERIN, MOLDOVA NOUĂ Material: lână; țesut; vopsit                                                                                | Decor amplasat pe toată suprafața. Benzi verticale cu fond policrom, având ca elemente decorative crucea în X și rombul, în alternanță. | Muzeul Banatului Montan, Reșița | Cimec    |
|      | Brâu                        | Descoperit: jud. CARAȘ-SEVERIN, MOLDOVA NOUĂ Material: lână; țesut; vopsit                                                                                | Fond roșu-cărămiziu. Ornat pe o parte a marginilor cu pompoane policrome (albastru, brun, galben). Decor amplasat pe toată suprafața. Decor liniar orizontal (trei linii în general albe mai late, cu linii interioare din puncte colorate oranj și verde) și linii subțiri din puncte galbene și verzi. | Muzeul Banatului Montan, Reșița | Cimec    |
|      | Poale femeiești             | Descoperit: jud. CARAȘ-SEVERIN, MOLDOVA NOUĂ Material: in; dantelă; țesut; brodat; aplicații                                                              | Decor liniar vertical pe părțile laterale și la poale (cu dantelă) construit dintr-o înșiruire liniară de elemente florale geometrizante (pupi)) cu negru, în broderie. La poale se găsește o bandă îngustă cu elementul meandric (S răsturnat) și romburi, realizate în tehnica golului în plin (albul materialului de bază). | Muzeul Banatului Montan, Reșița | Cimec    |
|      | Poale femeiești             | Descoperit: jud. CARAȘ-SEVERIN, MOLDOVA NOUĂ Material: in; dantelă; țesut; brodat; aplicații                                                              | Decor liniar dispus pe tivuri și la partea inferioară, care este și dantelată. Liniile decorative sunt formate din rozete de culoare neagră având înscris în interior elementul solar, redat geometrizat prin V-uri și coarnele berbecului în perechi opuse. Poala are sub elementul decorativ principal o linie îngustă cu flori mici (pupi) geometrizate. Pe alocuri sunt pete de culoare ieșite la spălare (colorant industrial). | Muzeul Banatului Montan, Reșița | Cimec    |
|      | Poale femeiești             | Descoperit: jud. CARAȘ-SEVERIN, MOLDOVA NOUĂ Material: in; paiete; țesut; brodat; aplicații                                                               | Decor în dispunere lineară pe părțile laterale și la bază. Liniile decorative principale sunt constituite dintr-o înșiruire legată de elemente florale redate geometrizat cu paiete. Liniile verticale sunt dublate de o dantelărie perforată cu cruci în X și romburi dispuse alternant. Vopsea ieșită la spălare în preajma decorului. | Muzeul Banatului Montan, Reșița | Cimec    |
|      | Cămașă femeiască fără poale | Descoperit: jud. CARAȘ-SEVERIN, com. CARAȘOVA, CARAȘOVA Material: in; dantelă; țesut; broderie perforată; aplicații                                       | Decor din broderie perforată dispus pe piept. Patru registre liniare verticale: cele laterale, mai înguste, prezintă în alternanță S-uri și cruci în X. Cele interioare prezintă elemente florale geometrizate (lalele) dispuse oblic, în oglindă, separate de linii oblice cu capetele spiralate. | Muzeul Banatului Montan, Reșița | Cimec    |
|      | Cămașă femeiască fără poale | Descoperit: jud. CARAȘ-SEVERIN, MOLDOVA NOUĂ Material: in; dantelă; țesut; broderie perforată; aplicații                                                  | Decor amplasat pe piept. Aranjare liniar-verticală. Realizat în broderie perforată. Elemente geometrizante: linia în zig-zag, simboluri solare. Dantelărie aplicată la mâneci și la gât. | Muzeul Banatului Montan, Reșița | Cimec    |
|      | Ștergar                     | Descoperit: jud. CARAȘ-SEVERIN, com. DOCLIN, DOCLIN Material: in; țesut; brodat                                                                           | Decor diferențiat amplasat la extremități, la una se regăsește rombul în alternanță cu vaza cu flori înscrisă în romb, în cealaltă două hexagoane cu interiorul în broderie perforată. Tratare realist-geometrizantă. | Muzeul Banatului Montan, Reșița | Cimec    |
|      | Catrință                    | Descoperit: jud. CARAȘ-SEVERIN, REȘIȚA Material: catifea; fir metalic; bumbac; țesut în 2 ițe; cusut; tivit; aplicații; vopsit                            | Obiectul comportă două registre ornamentale: partea superioară este decorată cu benzi orizontale paralele, realizate cu fir auriu și separate cu liniuțe de culoare neagră; în treimea inferioară sunt dispuse trei câmpuri ornamentale constând dintr-un număr egal de benzi vișiniu închis, cu romburi ca elemente decorative. Tivit cu catifea neagră. | Muzeul Banatului Montan, Reșița | Cimec    |
|      | Catrință                    | Descoperit: jud. CARAȘ-SEVERIN, REȘIȚA Material: fir metalic; țesut; brodat                                                                               | Decor pe toată suprafața. Șiruri verticale paralele de romburi cu nuanțe diversificate (auriu și galben). În centrul fiecărei serii de romburi concentrice este dispusă crucea ortodoxă dreaptă. | Muzeul Banatului Montan, Reșița | Cimec    |
|      | Catrință                    | Descoperit: jud. CARAȘ-SEVERIN, REȘIȚA Material: fir metalic; țesut; cusut; brodat                                                                        | Decor pe toată suprafața. Ordonat în registre orizontale; tehnica romb în romb. Fiecare romb are în centru câte o cruce în X sau romb cu cârlige și romb în trepte. | Muzeul Banatului Montan, Reșița | Cimec    |
|      | Cămașă bărbătească          | Descoperit: jud. CARAȘ-SEVERIN, BOCȘA Material: in; țesut; cusut; croit; brodat                                                                           | Broderie perforată la umăr (decor geometric - linii oblice din pătrățele, pe plin cu elemente florale geometrizate pe perforații - trandafiri). Același tip de decor pe partea exterioară a mânecilor. La poale decor geometrizat brodat în țesătură (spirala dreaptă dispusă pe o linie oblică - câte trei) și broderie perforată (triunghiuri). La piept, de o parte și de alta a deschiderii patru pătrate cu romburi (coloana infinitului). | Muzeul Banatului Montan, Reșița | Cimec    |
|      | Cămașă femeiască            | Descoperit: jud. CARAȘ-SEVERIN, REȘIȚA Material: in; dantelă; țesut; cusut; croit; brodat                                                                 | Decor amplasat pe piept, partea exterioară a mânecilor, rondele mici negre cu S-uri în interior. La pumnar bandă îngustă cu coloana infinitului. Pe laturile poalelor și la bază în rondele negre este figurat semnul epsilon, ca un centru al reprezentărilor solare. Poalele sunt tivite cu broderie perforată lată, având ca element decorativ spirala. | Muzeul Banatului Montan, Reșița | Cimec    |
|      | Corn de praf de pușcă       | Descoperit: jud. CARAȘ-SEVERIN, com. DALBOȘEȚ, ȘOPOTU VECHI Material: corn de cerb; șlefuit; pirogravat                                                   | În centrul piesei este figurat elementul solar sub formă de ciutură cu o floare în interior. Pe fiecare din ramurile cornului este figurat elementul acvatic sub care apare elementul compozițional hora, cu personaje feminine. | Muzeul Banatului Montan, Reșița | Cimec    |
|      | Cămașă femeiască            | Descoperit: jud. CARAȘ-SEVERIN, com. DALBOȘEȚ, ȘOPOTU VECHI Material: in; țesut în 2 ițe; brodat peste fire                                               | Decor amplasat pe piept, umeri și pe partea exterioară a mânecilor. Pe piept sunt dispuse simetric două coloane din benzi oblice cu romburi și flori geometrizate. Pe umeri - placă mare compactă cu linii compuse din mici pătrate. Pe mâneci decorul este identic cu cel de pe piept, dar benzile oblice sunt mai apropiate. | Muzeul Banatului Montan, Reșița | Cimec    |
|      | Cămașă femeiască            | Descoperit: jud. CARAȘ-SEVERIN, com. DALBOȘEȚ, ȘOPOTU VECHI Material: pânză; ață; dantelă; țesut în 2 ițe; cusut; croit; brodat peste fire                | Pe piept, decor geometric dispus în două benzi verticale de o parte și de alta a deschiderii pieptului, cu o succesiune de romburi roșii (cu laturi cu raze ca element solar), separate de câte două triunghiuri negre puse vârf la vârf. Pe mâneci este coloana infinitului, din romburi unite cu câte un element floral geometrizat, sugerând rozeta solară floriformă. | Muzeul Banatului Montan, Reșița | Cimec    |
|      | Curea lată                  | Descoperit: jud. CARAȘ-SEVERIN, BOCȘA Material: piele; catifea; fir metalic; aplicații; brodat                                                            | Catifea maro aplicată pe piele. Decor floral (maci) tratat naturalist și dispus pe toată suprafața, din fir metalizat argintiu. | Muzeul Banatului Montan, Reșița | Cimec    |
|      | Corn de praf de pușcă       | Descoperit: jud. CARAȘ-SEVERIN, com. DALBOȘEȚ, ȘOPOTU VECHI Material: corn de cerb; șlefuit; pirogravat                                                   | În centrul piesei este figurat elementul solar sub formă de ciutură cu o floare în interior. Pe fiecare din ramurile cornului este figurat elementul acvatic sub care apare elementul compozițional hora, cu personaje feminine. Elementul solar este asociat semnului zodiacal al Scorpionului. | Muzeul Banatului Montan, Reșița | Cimec    |
|      | Catrință                    | Descoperit: jud. CARAȘ-SEVERIN, com. DALBOȘEȚ, ȘOPOTU VECHI Material: in; ață de mătase; țesut în 2 ițe; brodat                                           | Fond negru. Decor geometrizant cu ață de mătase neagră. Două sectoare marginale longitudinale. Elemente ornamentale: rombul (romb în romb). | Muzeul Banatului Montan, Reșița | Cimec    |
|      | Catrință                    | Descoperit: jud. CARAȘ-SEVERIN, com. DALBOȘEȚ, ȘOPOTU VECHI Material: in; ață de mătase; țesut în 2 ițe; brodat                                           | Fond negru. Decor geometric amplasat pe toată suprafața. Ordonat în registre distincte, câte două șiruri de pătrate flanchează placa centrală ce conține o înșiruire de linii transversale zebrate. Element ornamental principal: pătratul. | Muzeul Banatului Montan, Reșița | Cimec    |
|      | Catrință                    | Descoperit: jud. CARAȘ-SEVERIN, com. DALBOȘEȚ, ȘOPOTU VECHI Material: in; ață de mătase; țesut în 2 ițe; brodat                                           | Fond negru. Decor geometric amplasat pe toată suprafața, realizat cu ață de mătase galben-verzuie. Element ornamental principal: rombul în diverse tratări, din alegere din fond și în broderie (romb în romb). | Muzeul Banatului Montan, Reșița | Cimec    |
|      | Catrință                    | Descoperit: jud. CARAȘ-SEVERIN, com. DALBOȘEȚ, ȘOPOTU VECHI Material: in; ață de mătase; fir metalic; țesut în 2 ițe; brodat                              | Fond negru. Decor realizat cu ață de mătase neagră și fir metalic auriu și argintiu. În partea inferioară decorul este constituit din două șiruri transversale de elemente florale geometrizate, încadrând o linie argintie punctată. Romburi și pătrate în linii paralele longitudinale. | Muzeul Banatului Montan, Reșița | Cimec    |
|      | Șorț femeiesc               | Descoperit: jud. CARAȘ-SEVERIN, com. DALBOȘEȚ, ȘOPOTU VECHI Material: catifea; ață de mătase; ață macrame; brodat; aplicații                              | Decor floral în tratare naturalistă amplasat în două registre prelungi semi-ovale, verticale, aplicate pe materialul de bază (catifea), după realizarea lor prealabilă, separată, prin țesere din ață macrameu și brodare cu ață de mătase policromă, la elementele florale. Broderie pe plin și perforată în cele două registre, spațiile libere apărând negre pe fondul materialului de bază. | Muzeul Banatului Montan, Reșița | Cimec    |
|      | Catrință                    | Descoperit: jud. CARAȘ-SEVERIN, com. DALBOȘEȚ, ȘOPOTU VECHI Material: in; țesut în 2 ițe                                                                  | Fond negru. Decor geometric dispus pe treimea inferioară, într-o bandă compactă cu un aranjament liniar. Elemente ornamentale principale: rombul (romb în romb), crucea în X. | Muzeul Banatului Montan, Reșița | Cimec    |
|      | Catrință                    | Descoperit: jud. CARAȘ-SEVERIN, com. DALBOȘEȚ, ȘOPOTU VECHI Material: in; țesut în 2 ițe; brodat                                                          | Elemente fructiforme (struguri) aranjate pe două colonete verticale, acoperind toată suprafața piesei. | Muzeul Banatului Montan, Reșița | Cimec    |
|      | Laiber                      | Descoperit: jud. CARAȘ-SEVERIN, com. DOMAȘNEA, DOMAȘNEA Material: mătase; ață de mătase                                                                   | Fond negru. Decor floral naturalist în broderie punctiformă dispus pe toate marginile piesei. | Muzeul Banatului Montan, Reșița | Cimec    |
|      | Cămașă femeiască            | Descoperit: jud. CARAȘ-SEVERIN, com. DOMAȘNEA, DOMAȘNEA Material: in; dantelă; ață de mătase; croit; cusut; brodat; aplicații                             | Decor vegetal brodat cu mătase la mâneci, legat în acant. | Muzeul Banatului Montan, Reșița | Cimec    |
|      | Poale femeiești             | Descoperit: jud. CARAȘ-SEVERIN, com. DOMAȘNEA, DOMAȘNEA Material: in; dantelă; țesut; croit; cusut; brodat; aplicații                                     | Linie orizontală cu romburi și cercuri sugerând elemente florale spre partea inferioară a obiectului. Cu dantelă aplicată la poale. | Muzeul Banatului Montan, Reșița | Cimec    |
|      | Batic                       | Descoperit: jud. CARAȘ-SEVERIN, com. DOMAȘNEA, DOMAȘNEA Material: mătase; dantelă; ață de mătase; țesut; împletit; vopsit; imprimat                       | Fond maro. Pânză de proveniență comercială. Tivit cu dantelă lucrată manual din fire împletite, tot de culoare maro. Cu imprimeuri și elemente vegetale și fructiforme (struguri). | Muzeul Banatului Montan, Reșița | Cimec    |
|      | Șorț femeiesc               | Descoperit: jud. CARAȘ-SEVERIN, com. DOMAȘNEA, DOMAȘNEA Material: mătase; dantelă; croit; cusut; aplicații                                                | Fond negru. Mătase de proveniență comercială. Tivit cu dantelă neagră. | Muzeul Banatului Montan, Reșița | Cimec    |
|      | Opreg cu franjuri           | Descoperit: jud. CARAȘ-SEVERIN, com. DOMAȘNEA, DOMAȘNEA Material: lână; bumbac; fir metalizat; țesut                                                      | Franjuri policrome cu fâșii negre, brune și argintii. Pe placa superioară este un decor geometrizat: colonete verticale de romburi verzi și maro suprapuse, în alternanță, separate de spații galben-aurii cu elementul coloana infinitului. | Muzeul Banatului Montan, Reșița | Cimec    |
|      | Cămașă femeiască            | Descoperit: jud. CARAȘ-SEVERIN, REȘIȚA Material: in; ață; țesut; cusut; croit; brodat                                                                     | Broderie perforată pe partea exterioară a mânecilor. Elemente florale tratate geometrizant. Pe piept și pe părțile laterale sunt rozete roșii cu elementul sigma în interior. Tivită la bază cu o broderie lată lucrată manual cu elemente vegetale (frunze). | Muzeul Banatului Montan, Reșița | Cimec    |
|      | Cămașă femeiască            | Descoperit: jud. CARAȘ-SEVERIN, REȘIȚA Material: in; ață; țesut; cusut; croit; brodat                                                                     | Decor în broderie perforată, amplasat pe piept, organizat în două registre verticale, cu elemente florale geometrizate. Pe părțile laterale bandă subțire de broderie perforată cu elemente geometrice (linia oblică, rombul). | Muzeul Banatului Montan, Reșița | Cimec    |
|      | Cojoc                       | Descoperit: jud. CARAȘ-SEVERIN, REȘIȚA Material: lână; arnici; țesut; cusut; croit; aplicații                                                             | Decor din aplicații cu arnici colorați. Pe spate este pomul vieții, sus-jos în oglindă. În față sunt elemente florale și astrale (stele) dispuse de-a lungul timpului. | Muzeul Banatului Montan, Reșița | Cimec    |
|      | Catrință                    | Descoperit: jud. CARAȘ-SEVERIN, com. DALBOȘEȚ, ȘOPOTU VECHI Material: catifea; brodat                                                                     | Fond negru. Decor geometric: linie ondulată bicromă maro-galben, bordând marginile. | Muzeul Banatului Montan, Reșița | Cimec    |
|      | Catrință                    | Descoperit: jud. CARAȘ-SEVERIN, com. DALBOȘEȚ, ȘOPOTU VECHI Material: catifea; paiete; cusut; broderie spartă; aplicații                                  | Fond negru. Decor floral în tratare naturalistă, realizat din broderie perforată și paiete, dispus în treimea inferioară. | Muzeul Banatului Montan, Reșița | Cimec    |
|      | Catrință                    | Descoperit: jud. CARAȘ-SEVERIN, com. DALBOȘEȚ, ȘOPOTU VECHI Material: pânză; ață de mătase; cusut; brodat                                                 | Fond maro. Decor floral în tratare naturalistă, realizat cu ață de mătase policromă, dispus în partea inferioară. | Muzeul Banatului Montan, Reșița | Cimec    |
|      | Catrință                    | Descoperit: jud. CARAȘ-SEVERIN, com. DALBOȘEȚ, ȘOPOTU VECHI Material: pânză; țesut; brodat                                                                | Fond negru. Decor geometric și fructiform (struguri), dispus pe toată suprafața. Decorul geometric constă dintr-un șir de cartușe dreptunghiulare ce separă cartușele cu elemente vegetale. | Muzeul Banatului Montan, Reșița | Cimec    |
|      | Catrință                    | Descoperit: jud. CARAȘ-SEVERIN, com. DALBOȘEȚ, ȘOPOTU VECHI Material: pânză; țesut; brodat; aplicații                                                     | Fond negru. Dantelă pe margini. Decor geometric dispus în treimea inferioară, în benzi paralele orizontale. Elemente decorative: rombul și râul (în vârfuri de săgeată) din ață de mătase neagră pe fond gri. | Muzeul Banatului Montan, Reșița | Cimec    |
|      | Catrință                    | Descoperit: jud. CARAȘ-SEVERIN, com. DALBOȘEȚ, ȘOPOTU VECHI Material: bumbac; ață de mătase; țesut; cusut; brodat                                         | Fond alb. Decor floral și geometric dispus pe toată suprafața, brodat cu ață de mătase albastră, ordonat în linii longotudinale. Elemente decorative: romburi (coloana infinitului) în care sunt înscrise elemente florale geometrizate. Elemente florale marginale de acceași factură stilistică. | Muzeul Banatului Montan, Reșița | Cimec    |
|      | Șorț femeiesc               | Descoperit: jud. CARAȘ-SEVERIN, com. DALBOȘEȚ, ȘOPOTU VECHI Material: pânză; broderie perforată; broderie plină                                           | Fond negru. Decor pe laturi: alternanță de pătrate pline și goale, broderie perforată, element simbolic soarele, dantelă pe margini. | Muzeul Banatului Montan, Reșița | Cimec    |
|      | Catrință                    | Descoperit: jud. CARAȘ-SEVERIN, com. DALBOȘEȚ, ȘOPOTU VECHI Material: țesut în 2 ițe; brodat                                                              | Fond negru. Decor floral în tratare simbolică, dispus în două linii transversale, pe treimea inferioară. Decor bicrom verde-cărămiziu. | Muzeul Banatului Montan, Reșița | Cimec    |
|      | Catrință                    | Descoperit: jud. CARAȘ-SEVERIN, com. DALBOȘEȚ, ȘOPOTU VECHI Material: pânză; brodat                                                                       | Fond maro-cărămiziu. Decor floral în tratare naturalistă, dispus în partea centrală, trei grupuri florale (maci), brodat cu ață mătase galbenă și mov. | Muzeul Banatului Montan, Reșița | Cimec    |
|      | Catrință                    | Descoperit: jud. CARAȘ-SEVERIN, com. DALBOȘEȚ, ȘOPOTU VECHI Material: țesut în 2 ițe                                                                      | Decor geometric dispus pe toată suprafața. Elemente decorative: pătratul și linia ondulată, cu ață de mătase verde închis și deschis. Liniile ondulate longitudinale încadrează șiruri paralele transversale de pătrate. | Muzeul Banatului Montan, Reșița | Cimec    |
|      | Catrință                    | Descoperit: jud. CARAȘ-SEVERIN, com. DALBOȘEȚ, ȘOPOTU VECHI Material: țesut în 2 ițe; brodat                                                              | Fond negru. Decor geometric brodat cu maro deschis și cărămiziu. Placă de culoare cărămizie dispusă în zona inferioară. Decorul geometric este aranjat în frize alternative cu pătrate și linii ondulate. | Muzeul Banatului Montan, Reșița | Cimec    |
|      | Catrință                    | Descoperit: jud. CARAȘ-SEVERIN Material: fir metalic; țesut în 2 ițe; brodat                                                                              | Decor pe toată suprafața, din patru șiruri verticale de romburi în tehnica plin pe plin, fir metalic argintiu și auriu. În interiorul romburilor elemente geometrizante zoomorfe (coarnele berbecului), calea rătăcită și crucea în X. | Muzeul Banatului Montan, Reșița | Cimec    |
|      | Catrință                    | Descoperit: jud. CARAȘ-SEVERIN, com. DALBOȘEȚ, ȘOPOTU VECHI Material: in; bumbac mercerizat; țesut în 2 ițe; brodat                                       | Fond negru. Dantelă pe margini. Decor geometrizant pe treimea inferioară: linii paralele transversale bicrome maro-verde. Benzile maro au inserate mici cruciulițe drepte, iar cele verzi sunt realizate din mici elelmente poligonale legate. | Muzeul Banatului Montan, Reșița | Cimec    |
|      | Catrință                    | Descoperit: jud. CARAȘ-SEVERIN, com. DALBOȘEȚ, ȘOPOTU VECHI Material: in; ață de mătase; țesut în 2 ițe; brodat; aplicații                                | Fond negru. Dantelă pe margini. Broderie în partea inferioară cu mătase neagră. Decor floral geometrizant (linie superioară și inferioară). Linia mediană este constituită dintr-un rând de romburi înlănțuite. | Muzeul Banatului Montan, Reșița | Cimec    |
|      | Șorț femeiesc               | Descoperit: jud. CARAȘ-SEVERIN Material: catifea; croit; broderie perforată                                                                               | Catifea neagră cu broderie perforată de jur-înprejurul marginilor piesei. Tivită cu dantelă lucrată manual. Între broderia perforată și tiv se găsește un șir de flori tratate naturalist și brodate pe plin (maci) de mici dimensiuni. Influență alogenă în tratare (legătură de acant). | Muzeul Banatului Montan, Reșița | Cimec    |
|      | Șorț femeiesc               | Descoperit: jud. CARAȘ-SEVERIN, com. DALBOȘEȚ, ȘOPOTU VECHI Material: catifea; ață de mătase; croit; brodat; aplicații                                    | Fond negru. Decor floral pe trei laturi, în tratare naturalistă, stil baroc, înlănțuire de volute, dantelă pe margini. | Muzeul Banatului Montan, Reșița | Cimec    |
|      | Catrință                    | Descoperit: jud. CARAȘ-SEVERIN, com. DALBOȘEȚ, ȘOPOTU VECHI Material: catifea; ață de macrame; paiete; croit; brodat; aplicații                           | Fond negru. Decor floral stilizat amplasat în partea inferioară a obiectului, umplut cu paiete argintii. | Muzeul Banatului Montan, Reșița | Cimec    |
|      | Catrință                    | Descoperit: jud. CARAȘ-SEVERIN, com. DALBOȘEȚ, ȘOPOTU VECHI Material: catifea; croit; brodat                                                              | Catifea neagră brodată în partea inferioară cu elemente florale tratate naturalist. | Muzeul Banatului Montan, Reșița | Cimec    |
|      | Catrință                    | Descoperit: jud. CARAȘ-SEVERIN, com. DALBOȘEȚ, ȘOPOTU VECHI Material: bumbac mercerizat; țesut în 2 ițe; brodat                                           | Fond negru. Elemente florale tratate naturalist, dispus pe toată suprafața. | Muzeul Banatului Montan, Reșița | Cimec    |
|      | Catrință                    | Descoperit: jud. CARAȘ-SEVERIN Material: fir de mătase; țesut în 2 ițe; brodat; tivit                                                                     | Decor pe toată suprafața obiectului și constă din benzi orizontale paralele cu romburi (romb în romb); rombul median prezintă pe laturi elemente spiralice cu laturi drepte. În centrul fiecărei succesiuni concentrice de romburi se găsesc cruci în X și romburi mov, în alternanță. | Muzeul Banatului Montan, Reșița | Cimec    |
|      | Opreg cu franjuri           | Descoperit: jud. CARAȘ-SEVERIN Material: fie metalic; ață de mătase; țesut; brodat                                                                        | Placa superioară decorată cu fir auriu și paiete aurii. Marginile decorate cu o firză florală. Decor geometrizant pe toată suprafața: element decorativ rombul (romb în romb), elemente scheomorfe și zvastica, franjuri bicrome. | Muzeul Banatului Montan, Reșița | Cimec    |
|      | Cămașă bărbătească          | Descoperit: jud. CARAȘ-SEVERIN, com. DALBOȘEȚ, ȘOPOTU VECHI Material: bumbac; ață de mătase; cusut; croit; broderie perforată; broderie plină             | Decor amplasat pe mâneci, piept și pumnare. Realizat din broderie perforată și broderie plină cu ață de mătase. Placa decorativă de pe piept realizată în registre alternante dispuse oblic, în diferite tehnici: dantelă cu ochiuri și plin pe plin. Cele din dantelă perforată conțin elemente florale naturaliste (garoafe). Cartușele cu broderie pe plin au elemente geometrice înscrise: romb, cruce dreaptă. | Muzeul Banatului Montan, Reșița | Cimec    |
|      | Cămașă bărbătească          | Descoperit: jud. CARAȘ-SEVERIN, com. CARAȘOVA, CARAȘOVA Material: bumbac; ață de mătase; cusut; croit; brodat                                             | Decor amplasat pe piept, guler, pe partea superioară a mânecilor, la pumnare și la poale. Decor floral policrom în nuanțe alternante de mov și cărămiziu (lalele) dispus în cartușe pătrate cu fond brun. În zona pieptului cartușele sunt marcate în interior de o linie punctată cu pupi. Pe giler este un decor liniar cu pupi maro. | Muzeul Banatului Montan, Reșița | Cimec    |
|      | Cămașă femeiască            | Descoperit: jud. CARAȘ-SEVERIN, REȘIȚA Material: in; dantelă; țesut în 2 ițe; cusut; croit; broderie perforată; broderie plină                            | Guler cu broderie perforată cu elemente florale (pupi) pe două linii orizontale. Partea exterioară a mânecilor este decorată pe toată suprafața cu elemente florale tratate naturalist în broderie perforată. Părțile laterale și baza sunt decorate cu rondele brodate pe plin, cu elementul sigma. Tivită cu broderie perforată lată cu elemente vegetale (frunze). | Muzeul Banatului Montan, Reșița | Cimec    |
|      | Cămașă bărbătească          | Descoperit: jud. CARAȘ-SEVERIN, REȘIȚA Material: pânză; ață policromă; cusut; croit; brodat                                                               | Decor policrom brodat, dispus pe mâneci și piept. Romburi cu laturile constituite din elementul coarnele berbecului. La poale, decor vegetal în broderie perforată (frunze). | Muzeul Banatului Montan, Reșița | Cimec    |
|      | Cămașă bărbătească          | Descoperit: jud. CARAȘ-SEVERIN, REȘIȚA Material: bumbac; ață de mătase; cusut; croit; brodat                                                              | Decor dispus pe mâneci, piept, guler și partea inferioară a poalelor. Broderie cu motive florale (trandafiri), tratare naturalistă. Registre marginale cu struguri în tratare geometrizantă. | Muzeul Banatului Montan, Reșița | Cimec    |
|      | Poale femeiești             | Descoperit: jud. CARAȘ-SEVERIN, com. DALBOȘEȚ, ȘOPOTU VECHI Material: in; dantelă; țesut în 2 ițe; cusut; croit; brodat                                   | Decor floral geometrizat (trandafiri și frunze) legat în acant în partea de jos. Pe părțile laterale, bandă îngustă cu flori roșii legate în acant. Tivit la poale cu dantelă, cu rozete solare. | Muzeul Banatului Montan, Reșița | Cimec    |
|      | Cămașă femeiască            | Descoperit: jud. CARAȘ-SEVERIN, REȘIȚA Material: in; dantelă; paiete; țesut în 2 ițe; cusut; croit; broderie perforată; broderie plină; aplicații         | Broderie perforată fină pe piept, dispusă în câte trei registre verticale de o parte și de alta a deschiderii pieptului, cu elemente florale tratate naturalist și geometrice (linie în zigzag). Pe partea laterală a mânecii placă cu broderie perforată mare cu elemente florale geometrizate (influență alogenă). De la brâu în jos, pe lateral și la poale în rozete negre este dispus elementul solar (S-uri întretăiate). | Muzeul Banatului Montan, Reșița | Cimec    |
|      | Cămașă femeiască            | Descoperit: jud. CARAȘ-SEVERIN, REȘIȚA Material: in; dantelă; paiete; țesut în 2 ițe; cusut; croit; broderie plină; aplicații                             | Broderie perforată lucrată manual cu elemente fructiforme (struguri). Pe guler, piept și manșetele mânecilor decor floral pe fond maro. Tratare naturalistă. Pe piept două benzi verticale conținând o succesiune de casete pătrate cu flori trasate cu galben și interior albastru. Același decor, în sincope, pe guler și manșete elemente vegetale - frunze alternează cu cele florale. | Muzeul Banatului Montan, Reșița | Cimec    |
|      | Cămașă femeiască            | Descoperit: jud. CARAȘ-SEVERIN, REȘIȚA Material: in; lână; dantelă; paiete; țesut în 2 ițe; cusut; croit; broderie plină; aplicații                       | Pe partea exterioară a mânecilor este o broderie perforată cu elemente florale naturaliste, dispuse în mai multe registre orizontale paralele. Pe părțile laterale sunt rondele mari decorate cu paiete și cu S-ul meandric. | Muzeul Banatului Montan, Reșița | Cimec    |
|      | Poale femeiești             | Descoperit: jud. CARAȘ-SEVERIN, com. DALBOȘEȚ, ȘOPOTU VECHI Material: in; ață macrame; cusut; croit; brodat; croșetat                                     | Tivit cu dantelă lucrată manual la poale (cu elemente solare). Decor vegetal geometrizat (frunze) amplasat în partea de jos a piesei și brodat cu negru, legătură în acant. | Muzeul Banatului Montan, Reșița | Cimec    |
|      | Cămașă bărbătească          | Descoperit: jud. CARAȘ-SEVERIN, REȘIȚA Material: bumbac; ață policromă; țesut; cusut; croit; broderie perforată; broderie plină                           | Decor din broderie fină policromă, dispus la guler, mâneci și pe piept. Decor floral naturalist (lalele) aranjat în casete succesive pe fond roșu. La poale și pe mâneci broderie perforată: meandrul pe mâneci și elemente florale geometrizate (laleaua) la poale. | Muzeul Banatului Montan, Reșița | Cimec    |
|      | Laiber                      | Descoperit: jud. CARAȘ-SEVERIN, REȘIȚA Material: catifea; fir metalic; cusut; croit; brodat; aplicații                                                    | Decor floral naturalist brodat cu fir argintiu metalizat, dispus la guler, pe piept și pe lângă marginile piesei. Elemente baroce de influență alogenă. Pe guler și piept trandafiri mari. Pe margini linie continuă cu elemente florale neprecizate. Franjuri pe tiv, din fir metalizat. | Muzeul Banatului Montan, Reșița | Cimec    |
|      | Laiber                      | Descoperit: jud. CARAȘ-SEVERIN, REȘIȚA Material: postav; ață de mătase; cusut; croit; brodat                                                              | Decor floral baroc (lalele) amplasat pe părțile din față. Pe spate - pomul vieții în două exemplare, sus-jos, în oglindă. În partea inferioară volute de influență barocă. Fond negru. | Muzeul Banatului Montan, Reșița | Cimec    |
|      | Laiber                      | Descoperit: jud. CARAȘ-SEVERIN, com. DALBOȘEȚ, ȘOPOTU VECHI Material: lână; catifea; arnici; cusut; croit; tivit; aplicații                               | Decor brodat cu ață maro, dispus lângă tivuri, buzunare și pe spate. Decor geometric liniar (linii curbe, volute, linii ondulate). | Muzeul Banatului Montan, Reșița | Cimec    |
|      | Tipar                       | Descoperit: jud. CARAȘ-SEVERIN, REȘIȚA Dimensiuni: Î: 7 cm Material: lemn; metal; cioplit; prelucrat la cald; intarsiat                                   | Formă lobată. Decor floral geometrizant în tratare naturalistă cu influență barocă și dinți de lup (linie în zigzag dispusă periferic pe ancadramentul desenului floral) realizat din intarsierea unei lamele metalice. | Muzeul Banatului Montan, Reșița | Cimec    |
|      | Tipar                       | Descoperit: jud. CARAȘ-SEVERIN, REȘIȚA Dimensiuni: Î: 4 cm Material: lemn; metal; cioplit; prelucrat la cald; intarsiat                                   | Metal aplicat pe lemn. Formă romboidală. Decor floral în tratare naturalistă cu influență barocă. | Muzeul Banatului Montan, Reșița | Cimec    |
|      | Tipar                       | Descoperit: jud. CARAȘ-SEVERIN, REȘIȚA Dimensiuni: Î: 2,5 cm Material: lemn; metal; cioplit; prelucrat la cald; intarsiat                                 | Metal aplicat pe lemn. Formă lobată. Decor floral în tratare naturalistă (pomul vieții). | Muzeul Banatului Montan, Reșița | Cimec    |
|      | Tipar                       | Descoperit: jud. CARAȘ-SEVERIN, REȘIȚA Dimensiuni: Î: 3 cm Material: lemn; metal; cioplit; prelucrat la cald; intarsiat                                   | Formă romboidală. Decor floral-naturalist, cu influențe baroce. Utilizat la aplicarea decorului pe cojoace. | Muzeul Banatului Montan, Reșița | Cimec    |
|      | Tipar                       | Descoperit: jud. CARAȘ-SEVERIN, REȘIȚA Dimensiuni: Î: 7,5 cm Material: lemn; metal; cioplit; prelucrat la cald; intarsiat                                 | Metal aplicat pe ambele fețe. Formă romboidală. Decor vegetal în tratare naturalistă (pomul vieții). | Muzeul Banatului Montan, Reșița | Cimec    |
|      | Tipar                       | Descoperit: jud. CARAȘ-SEVERIN, REȘIȚA Dimensiuni: Î: 2,5 cm Material: lemn; metal; cioplit; prelucrat la cald; intarsiat                                 | Decor marginal de formă trapezoidală. Elemente vegetale și florale în tratare naturalistă. Realizat din intarsierea unei lamele metalice modelate. | Muzeul Banatului Montan, Reșița | Cimec    |
|      | Tipar                       | Descoperit: jud. CARAȘ-SEVERIN, REȘIȚA Dimensiuni: Î: 4 cm Material: lemn; metal; cioplit; prelucrat la cald; intarsiat                                   | Formă lobată. Decor vegetal naturalist (pomul vieții). Realizat din intarsierea unei lamele metalice modelate. | Muzeul Banatului Montan, Reșița | Cimec    |
|      | Cămașă bărbătească          | Descoperit: jud. CARAȘ-SEVERIN, REȘIȚA Material: in; ață colorată; țesut în 2 ițe; cusut; croit; broderie plină                                           | Decor dispus pe piept, guler și la pumnare. Decor floral naturalist, dispus în casete (fond galben și flori mov). Pe guler - bandă galbenă și flori negre. La pumnare - bandă galbenă îngustă cu flori. Pe partea superioară a mânecilor și la poale - decor din dantelă cu elemente geometrice (cârlige). | Muzeul Banatului Montan, Reșița | Cimec    |
|      | Brâu                        | Descoperit: jud. CARAȘ-SEVERIN, REȘIȚA Material: lână; țesut în 2 ițe                                                                                     | Fond roșu. Decor geometric (linii drepte orizontale paralele policrome, construite din mici triunghiuri sugerând apa) dispus pe toată suprafața. | Muzeul Banatului Montan, Reșița | Cimec    |
|      | Izmene                      | Descoperit: jud. CARAȘ-SEVERIN, REȘIȚA Material: bumbac; țesut în 2 ițe; croit; cusut; broderie perforată; broderie plină                                 | Decor geometric dispus pe părțile inferioare ale cracului și realizat printr-o broderie plină și perforată în alternanță. Elemente fitomorfe (pomul vieții). | Muzeul Banatului Montan, Reșița | Cimec    |
|      | Izmene                      | Descoperit: jud. CARAȘ-SEVERIN, REȘIȚA Material: bumbac; țesut în 2 ițe; croit; cusut; broderie perforată                                                 | Fond alb. Decor din broderie perforată dispus într-o fâșie verticală pe părțile laterale, având ca elemente decorative rombul și crucea în X. | Muzeul Banatului Montan, Reșița | Cimec    |
|      | Izmene                      | Descoperit: jud. CARAȘ-SEVERIN, REȘIȚA Material: in; țesut în 2 ițe; croit; cusut; broderie perforată                                                     | Decor din dantelărie perforată pe partea laterală a piciorului, cu elemente geometrice (linia în zigzag, rombul). Din țesătură sunt realizate benzi verticale cu linii punctate. | Muzeul Banatului Montan, Reșița | Cimec    |
|      | Izmene                      | Descoperit: jud. CARAȘ-SEVERIN, REȘIȚA Material: in; țesut în 2 ițe; croit; cusut; broderie perforată                                                     | Decor constând dintr-o bandă verticală de dantelă perforată având ca element decorativ coloana infinitului (succesiune de romburi). | Muzeul Banatului Montan, Reșița | Cimec    |
|      | Izmene                      | Descoperit: jud. CARAȘ-SEVERIN, BOCȘA Material: in; țesut în 2 ițe; croit; cusut; broderie perforată                                                      | Decor din broderie perforată de o parte și de alta a picioarelor, având ca element decorativ zvastica. | Muzeul Banatului Montan, Reșița | Cimec    |
|      | Cămașă femeiască            | Descoperit: jud. CARAȘ-SEVERIN, com. DALBOȘEȚ, ȘOPOTU VECHI Material: pânză; croit; cusut; brodat                                                         | Decor amplasat pe piept, umeri și pe partea exterioară a mânecilor. Pe aceste părți câmpurile ornamentale sunt identice. Trei benzi negre paralele sunt separate de o broderie perforată cu elemente geometrice. Benzile conțin linii oblice încadrate sus-jos de pătrățele. | Muzeul Banatului Montan, Reșița | Cimec    |
|      | Cămașă femeiască            | Descoperit: jud. CARAȘ-SEVERIN, REȘIȚA Material: pânză; croit; cusut; brodat                                                                              | Decor geometric policrom dispus pe umeri, pe piept, pe mâneci și la bază. Pe umeri sunt câte trei romburi mari umplute (romb în romb), având simbolul sigma (în oglindă) și o figură poligonală sugerând crucea în x. Același tip de decor se găsește pe piept și la baza mânecilor, tot câte trei, legate de o linie verticală formată din S-uri bicrome (galben, roșu). | Muzeul Banatului Montan, Reșița | Cimec    |
|      | Cămașă femeiască            | Descoperit: jud. CARAȘ-SEVERIN, com. DALBOȘEȚ, ȘOPOTU VECHI Material: pânză; croit; cusut; brodat                                                         | Pe piept placă dreptunghiulară cu trei benzi florale orizontale în interior (albastre), în alternanță cu romburi având elementul simbolic solar în interior. | Muzeul Banatului Montan, Reșița | Cimec    |
|      | Brâu                        | Descoperit: jud. CARAȘ-SEVERIN, REȘIȚA Material: lână; ață de mătase; țesut în 2 ițe; brodat                                                              | Decor geometric auriu pe fond alb. Linie centrală longitudinală din romburi și linii marginale cu motivul coarnele berbecului. | Muzeul Banatului Montan, Reșița | Cimec    |
|      | Brâu                        | Descoperit: jud. CARAȘ-SEVERIN, REȘIȚA Material: lână; vopsit; țesut în 2 ițe                                                                             | Decor geometrizant pe toată suprafața: linii policrome transversale. Fond vișiniu-cărămiziu. | Muzeul Banatului Montan, Reșița | Cimec    |
|      | Brâu                        | Descoperit: jud. CARAȘ-SEVERIN, REȘIȚA Material: lână; vopsit; țesut în 2 ițe                                                                             | Decor pe toată suprafața. Elemente florale și geometrice: vârf de săgeată, calea rătăcită, trandafiri. | Muzeul Banatului Montan, Reșița | Cimec    |
|      | Brâu                        | Descoperit: jud. CARAȘ-SEVERIN, REȘIȚA Material: lână; vopsit; țesut în 2 ițe                                                                             | Fond vișiniu închis. Decor geometric: linii policrome transversale. | Muzeul Banatului Montan, Reșița | Cimec    |
|      | Brâu                        | Descoperit: jud. CARAȘ-SEVERIN, REȘIȚA Material: lână; vopsit; țesut în 2 ițe                                                                             | Fond negru. Decor geometric: linii policrome transversale dispuse pe toată suprafața. | Muzeul Banatului Montan, Reșița | Cimec    |
|      | Brâu                        | Descoperit: jud. CARAȘ-SEVERIN, com. DALBOȘEȚ, ȘOPOTU VECHI Material: lână; vopsit; țesut în 2 ițe                                                        | Decor geometrizant policrom pe fond cărămiziu. Bandă centrală bicromă (negru și maro). Linii paralele longitudinale. | Muzeul Banatului Montan, Reșița | Cimec    |
|      | Brâu                        | Descoperit: jud. CARAȘ-SEVERIN, com. DALBOȘEȚ, ȘOPOTU VECHI Material: lână; vopsit; țesut în 2 ițe                                                        | Decor floral și geometrizant, dispus vertical în casete separate prin linii verticale din elemente geometrice (romb, cruce în X). Decor floral geometrizant în tonuri alternante de roz, verde, ocru pe fond negru. | Muzeul Banatului Montan, Reșița | Cimec    |
|      | Brâu                        | Descoperit: jud. CARAȘ-SEVERIN, REȘIȚA Material: lână; vopsit; țesut în 2 ițe                                                                             | Fond carmin. Decor liniar longitudinal policrom. | Muzeul Banatului Montan, Reșița | Cimec    |
|      | Brâu                        | Descoperit: jud. CARAȘ-SEVERIN, REȘIȚA Material: lână; vopsit; țesut în 2 ițe                                                                             | Fond albastru. Decor geometric liniar, dispus longitudinal pe margini, cu mici romburi albe. | Muzeul Banatului Montan, Reșița | Cimec    |
|      | Brâu                        | Descoperit: jud. CARAȘ-SEVERIN, com. DALBOȘEȚ, ȘOPOTU VECHI Material: lână; vopsit; țesut în 2 ițe                                                        | Fond cărămiziu. Decor geometric liniar simplu policrom, dispus longitudinal. | Muzeul Banatului Montan, Reșița | Cimec    |
|      | Brâu                        | Descoperit: jud. CARAȘ-SEVERIN, com. DALBOȘEȚ, ȘOPOTU VECHI Material: lână; vopsit; țesut în 2 ițe                                                        | Decor geometrizant policrom din linii drepte longitudinale, dispuse pe toată suprafața. | Muzeul Banatului Montan, Reșița | Cimec    |
|      | Brâu                        | Descoperit: jud. CARAȘ-SEVERIN, com. DALBOȘEȚ, ȘOPOTU VECHI Material: lână; vopsit; țesut în 2 ițe                                                        | Decor geometrizant liniar, pe fond cărămiziu. Linii drepte longitudinale, în tonuri de albastru și verde. | Muzeul Banatului Montan, Reșița | Cimec    |
|      | Brâu                        | Descoperit: jud. CARAȘ-SEVERIN, com. DALBOȘEȚ, ȘOPOTU VECHI Material: in; vopsit; țesut în 2 ițe                                                          | Fond verde-mov. Decor geometrizant liniar, în tonuri de galben-auriu, verde, mov. | Muzeul Banatului Montan, Reșița | Cimec    |
|      | Brâu                        | Descoperit: jud. CARAȘ-SEVERIN, com. DALBOȘEȚ, ȘOPOTU VECHI Material: lână; vopsit; țesut în 2 ițe                                                        | Decor floral și geometrizant: pupi. Frize oblice din linii punctate în pătrat cu ață maro. Pe partea din spate: linii transversale verzi-albastre. | Muzeul Banatului Montan, Reșița | Cimec    |
|      | Brâu                        | Descoperit: jud. CARAȘ-SEVERIN, com. DALBOȘEȚ, ȘOPOTU VECHI Material: lână; vopsit; țesut în 2 ițe                                                        | Fond cărămiziu. Decor geometric liniar simplu policrom, dispus longitudinal. | Muzeul Banatului Montan, Reșița | Cimec    |
|      | Brâu                        | Descoperit: jud. CARAȘ-SEVERIN, com. DALBOȘEȚ, ȘOPOTU VECHI Material: lână; vopsit; țesut în 2 ițe                                                        | Fond brun. Decor floral stilizat și geometric (linii verticale punctate) în casete alternante transversale. | Muzeul Banatului Montan, Reșița | Cimec    |
|      | Brâu                        | Descoperit: jud. CARAȘ-SEVERIN, REȘIȚA Material: lână; vopsit; țesut în 2 ițe                                                                             | Fond albastru. Decor geometric liniar, dispus longitudinal pe margini: benzi bicrome (galben și indigo-violet) din romburi. Bandă centrală albastră compusă tot din romburi. | Muzeul Banatului Montan, Reșița | Cimec    |
|      | Iancăr                      | Descoperit: jud. CARAȘ-SEVERIN, REȘIȚA Material: piele; lână; croit; cusut; vopsit; aplicații                                                             | Decor geometric din lână bătută amplasat pe piept și pe talie, de jur împrejur, la mâneci și la guler. Fondul decorului este bicrom roșu/verde. Pe verde: două linii meandrate întretăiate în ale căror ochiuri sunt amplasate romburi cu cruce dreaptă în interior; pe fondul roșu elemente astrale la guler (steluțe) și geometrice în celelalte părți (coloana infinitului). | Muzeul Banatului Montan, Reșița | Cimec    |
|      | Șubă                        | Descoperit: jud. CARAȘ-SEVERIN, com. DALBOȘEȚ, ȘOPOTU VECHI Material: lână; catifea; dat la piuă; croit; cusut; aplicații                                 | Decor geometric (lina ondulată, cercul) dispus pe un fond de catifea lângă marginile piesei, pe guler și la buzunare. | Muzeul Banatului Montan, Reșița | Cimec    |
|      | Șubă                        | Descoperit: jud. CARAȘ-SEVERIN, com. DALBOȘEȚ, ȘOPOTU VECHI Material: lână; catifea; dat la piuă; croit; cusut; aplicații                                 | Pe aplicațiile de catifea se regăsește linia ondulată, cercul. Buzunarele sunt marcate cu liniaturi din piele vopsită. | Muzeul Banatului Montan, Reșița | Cimec    |
|      | Cămașă femeiască            | Descoperit: jud. CARAȘ-SEVERIN, REȘIȚA Material: bumbac; ață; țesut în 2 ițe; croit; cusut; broderie perforată; broderie plină                            | Decor geometrizant (coloana infinitului prin succesiune de romburi). În ochiurile romburilor este înscris un vârtej floral (trandafiri). Tot ca elemente decorative, se regăsesc vârtelnița și zvastica. La piept - model de benzi oblice, vârtelniță în alternanță cu trandafiri. Pe guler - vârtelnița și coarnele berbecului. | Muzeul Banatului Montan, Reșița | Cimec    |
|      | Poale                       | Descoperit: jud. CARAȘ-SEVERIN, REȘIȚA Material: bumbac; ață; țesut în 2 ițe; croit; cusut; broderie plină                                                | Dantelă la partea inferioară. Decor floral naturalist dispus în două benzi verticale (trandafiri) și bandă orizontală la poale cu elemente geometrice și scheomorfe (vârtelnița). | Muzeul Banatului Montan, Reșița | Cimec    |
|      | Opreg cu franjuri           | Descoperit: jud. CARAȘ-SEVERIN, REȘIȚA Material: fie metalic; ață policromă; cusut; brodat; aplicații                                                     | Placa superioară decorată cu trei romburi din fir auriu și argintiu. Romburile au în centru câte un boboc. Pe laturile romburilor - calea rătăcită și coarnele berbecului. Franjuri policrome. | Muzeul Banatului Montan, Reșița | Cimec    |
|      | Izmene                      | Descoperit: jud. CARAȘ-SEVERIN, com. DALBOȘEȚ, ȘOPOTU VECHI Material: pânză; ață de mătase; croit; cusut; broderie perforată; broderie plină              | Fond alb. Decor geometric și floral naturalist brodat. Element geometric principal rombul, amplasat în partea inferioară. Broderie cu ață albă de mătase. | Muzeul Banatului Montan, Reșița | Cimec    |
|      | Laiber                      | Descoperit: jud. CARAȘ-SEVERIN, REȘIȚA Material: catifea; paiete; mărgele; cusut; croit; aplicații                                                        | Fond negru. Revere tivite cu paiete și mărgele. Decor geometric amplasat pe toate marginile constând din linii ondulate întrețesute, rezultând rondele umplute cu mărgele. | Muzeul Banatului Montan, Reșița | Cimec    |
|      | Cămașă femeiască            | Descoperit: jud. CARAȘ-SEVERIN, REȘIȚA Material: in; dantelă; cusut; croit; țesut în 2 ițe; broderie perforată                                            | Decor din broderie perforată amplasat pe piept. Sector vertical din broderie perforată cu elemente florale tratate geometrizant (regina nopții). Pe partea laterală a mânecilor: două registre verticale din broderie perforată cu elemente geometrice (cruce în X) și astrale (soarele). Manșetele sunt tivite cu dantelă. | Muzeul Banatului Montan, Reșița | Cimec    |
|      | Poale femeiești             | Descoperit: jud. CARAȘ-SEVERIN, REȘIȚA Material: in; cusut; croit; țesut în 2 ițe; broderie perforată                                                     | Decor amplasat pe anumite părți, realizat din broderie perforată. Pe părțile laterale: benzi verticale liniare punctate cu pătrățele având înscris simbolul solar. La bază se găsește o bandă orizontală mai lată constituită din pătrate cu cruci în X interioare, ale căror laturi sunt diferențiate ca tehnică: o aripă plină și o alta cu rondele perforate. | Muzeul Banatului Montan, Reșița | Cimec    |
|      | Opreg cu franjuri           | Descoperit: jud. CARAȘ-SEVERIN, REȘIȚA Material: mătase; ață colorată; mărgele; cusut; brodat; aplicații                                                  | Franjuri bicrome cu fâșii negre și brune. Pe placa superioară decorul este amplasat într-o linie continuă în partea inferioară și realizat în broderie cu ață de mătase (elemente vegetale - frunze) și mărgele, elementele florale sunt tratate naturalist (lalea, margarete). | Muzeul Banatului Montan, Reșița | Cimec    |
|      | Șorț femeiesc               | Descoperit: jud. CARAȘ-SEVERIN, REȘIȚA Material: mătase; dantelă; cusut; croit; brodat                                                                    | Mătase de proveniență comercială brodată cu ață de mătase. Flori în tratare naturalistă (maci). Tivit cu dantelă neagră. | Muzeul Banatului Montan, Reșița | Cimec    |
|      | Laiber                      | Descoperit: jud. CARAȘ-SEVERIN, REȘIȚA Material: catifea; mărgele; cusut; croit; aplicații                                                                | Decor floral tratat naturalist (trandafiri și bujori) amplasat pe părțile din față în două registre verticale. Elementele florale sunt legate în acant. | Muzeul Banatului Montan, Reșița | Cimec    |
|      | Cămașă femeiască            | Descoperit: jud. CARAȘ-SEVERIN, REȘIȚA Material: pânză; ață de mătase; bumbac; croit; cusut; broderie plină                                               | Decor floral tratat geometrizant, amplasat în față, în bandă verticală. Elemente florale: margarete, bujori, pupi. | Muzeul Banatului Montan, Reșița | Cimec    |
|      | Poale femeiești             | Descoperit: jud. CARAȘ-SEVERIN, REȘIȚA Material: pânză; ață de mătase; croit; cusut; broderie plină                                                       | Decor floral tratat geometrizant (trandafiri, margarete), amplasat la baza piesei sub o bandă subțire de broderie perforată cu linii ondulate ce se întretaie. Broderie cu ață de mătase și ață neagră la contururi. | Muzeul Banatului Montan, Reșița | Cimec    |
|      | Șorț femeiesc               | Descoperit: jud. CARAȘ-SEVERIN, REȘIȚA Material: mătase; dantelă; cusut; croit; brodat                                                                    | Tivit cu dantelă neagră, cu elemente florale în tratare naturalistă (trandafiri), realizate cu ață de mătase neagă. Același decor se regăsește și în cele două benzi verticale de broderie perforată dispuse simetric spre mijlocul obiectului. | Muzeul Banatului Montan, Reșița | Cimec    |
|      | Brâu                        | Descoperit: jud. CARAȘ-SEVERIN, REȘIȚA Material: lână; vopsit; țesut în 2 ițe                                                                             | Decor liniar orizontal și geometric bicrom, amplasat pe toată suprafața. O bandă lată roșie conține două șiruri de linii punctate cu mici romburi legate și întrerupte la intervale egale de elementul coloana infinitului umplută cu mici paralelipipede. Marginile piesei sunt marcate de două linii punctate albe și întrerupte de paralelipipede similare celor din banda roșie. | Muzeul Banatului Montan, Reșița | Cimec    |
|      | Opreg cu franjuri           | Descoperit: jud. CARAȘ-SEVERIN, REȘIȚA Material: catifea; ață colorată; mărgele; cusut; brodat; aplicații                                                 | Franjuri policrome din bumbac, fir metalizat (brun, verde, albastru). Decor floral (lăcrămioare și flori mov) tratat naturalist și legat în acant. Amplasat pe jumătatea inferioară a plăcii superioare. | Muzeul Banatului Montan, Reșița | Cimec    |
|      | Cojocel                     | Descoperit: jud. CARAȘ-SEVERIN, REȘIȚA Material: piele; ață colorată; croit; cusut; brodat                                                                | Decor amplast față-spate. Elemente vegetale stilizate policrome (pomul vieții) brodate. | Muzeul Banatului Montan, Reșița | Cimec    |